# Élections municipales de 2020 dans la Manche

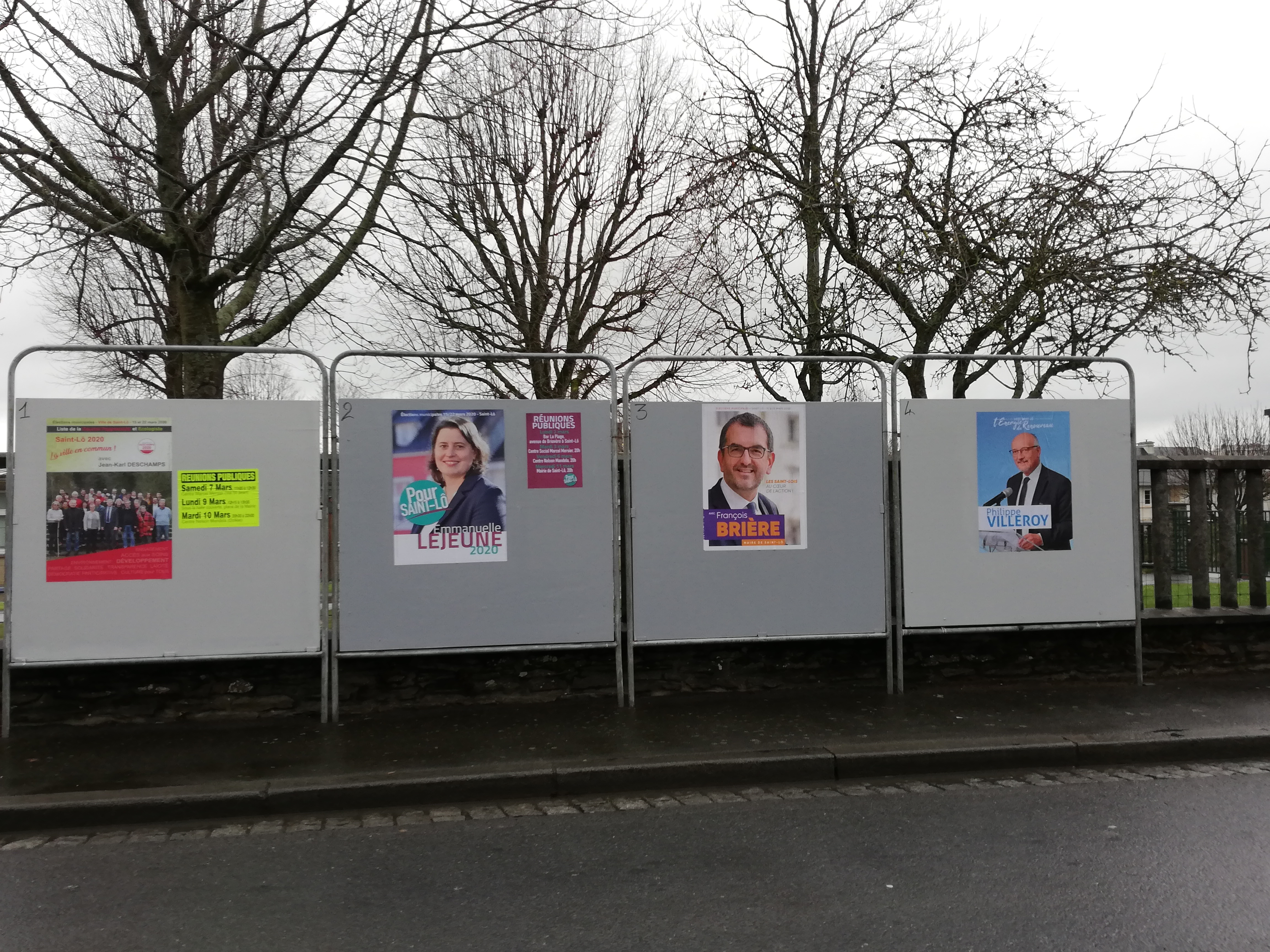
panneaux électoraux à Saint-Lô pour le premier tour.

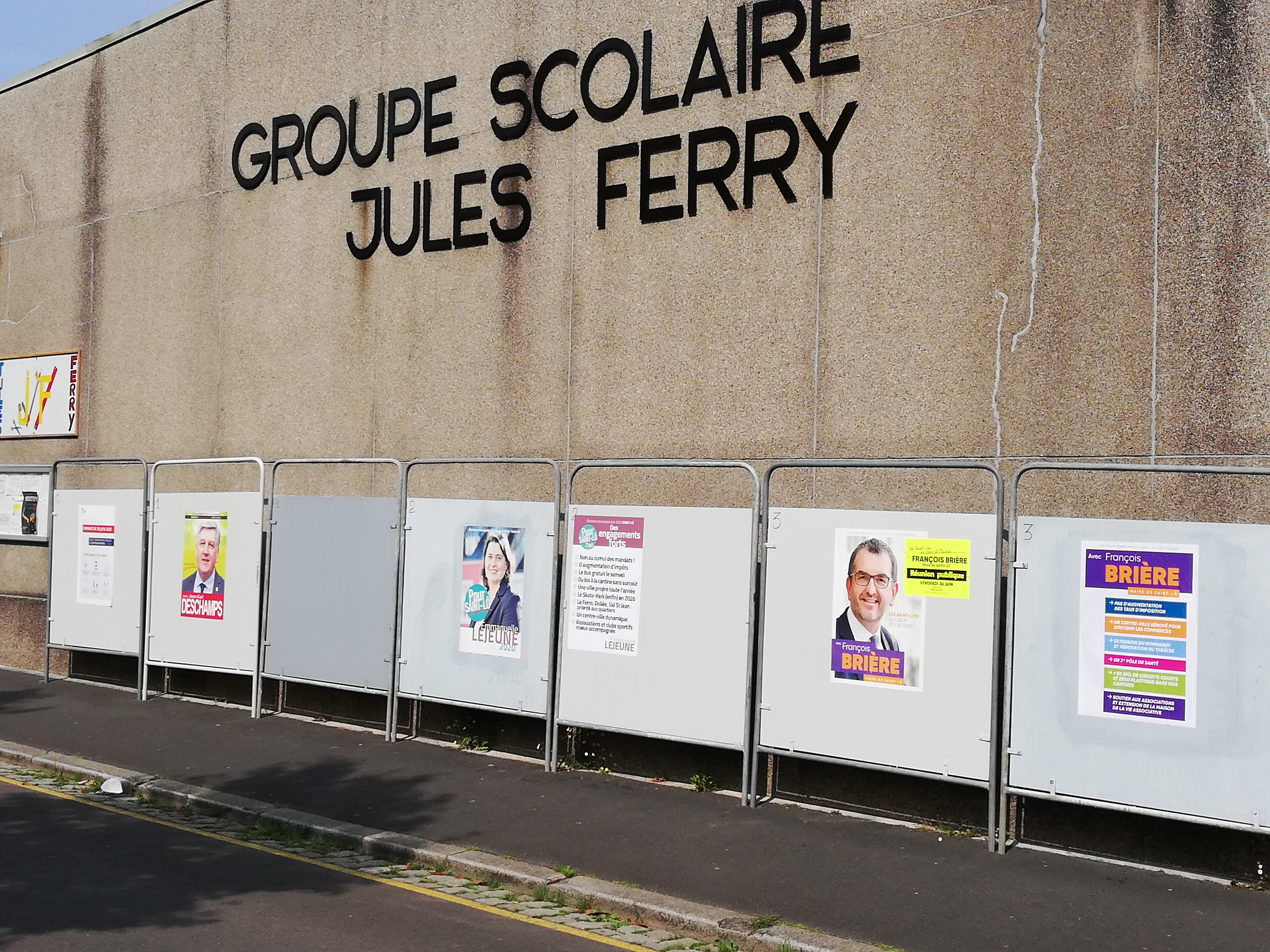
panneaux électoraux à Saint-Lô pour le deuxième tour. Chaque liste dispose d'un panneau supplémentaire pour exposer par exemple leur programme

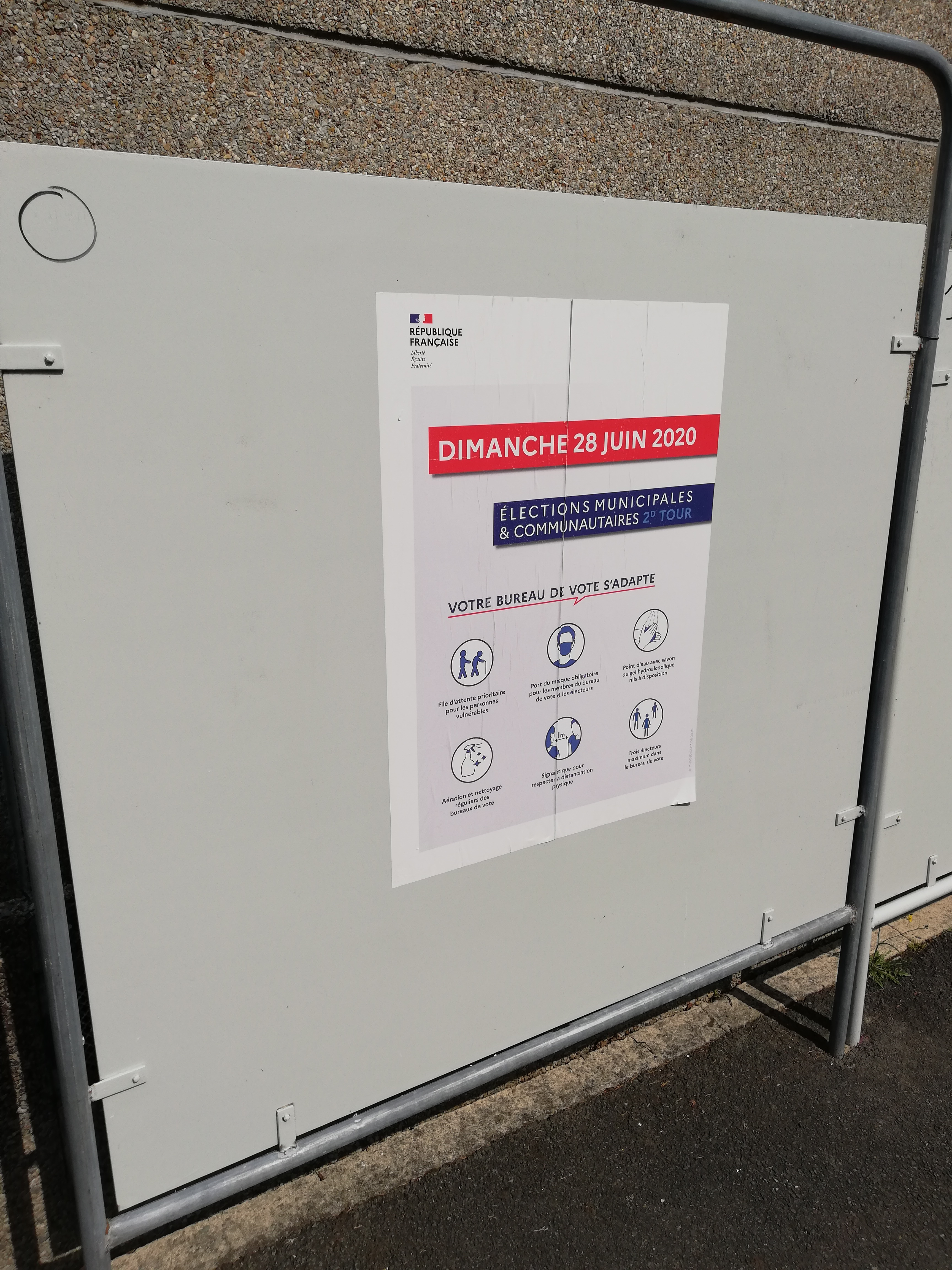
Pour le second tour, un panneau a été ajouté pour rappeler les consignes sanitaires du bureau de vote

Les élections municipales de 2020 dans la Manche étaient prévues les 15 et 22 mars 2020. Comme dans le reste de la France, le report du second tour est annoncé en pleine crise sanitaire liée à la propagation du coronavirus (COVID-19). Le second tour est finalement annoncé pour le 28 juin suivant.

## Élections 2020

### Modalités du scrutin
Les modes de scrutin sont donc les suivants :
- communes de moins de 1 000 habitants : scrutin majoritaire plurinominal avec panachage[1], dans la Manche, 343 communes sont concernées soit 76,91 % ;
- communes de 1 000 habitants et plus : scrutin proportionnel de liste avec prime majoritaire et liste respectant la parité homme-femme[2], dans la Manche, 103 communes sont concernées soit 23,09 %.

Pa rapport à la précédente élection, 49 communes nouvelles connaissent le premier scrutin municipal à l'échelle de leurs nouveaux territoires, soit presque une commune sur dix.
Au total, 6 454 sièges de conseillers municipaux sont à pourvoir, dont 728 conseillers communautaires. C'est plus que le nombre théorique basé sur la population car la loi a prévu un cas de transition lors de la première élection qui suit la création d’une commune nouvelle : le conseil municipal doit conserver au moins un tiers du nombre d’élus, avec une limite fixée à 69 conseillers municipaux. Ainsi, La Hague (11 634 habitants) comptera soixante-neuf sièges à pourvoir, soit autant que dans une commune de plus de 300 000 habitants comme Bordeaux. 50 communes sont dans ce cas
| Strates communes (2017)        | Nombre de conseillers municipaux théoriques | Nb communes dans la strate | Nb communes en termes de sièges |
| ------------------------------ | ------------------------------------------- | -------------------------- | ------------------------------- |
| Plus de 300 000                | 69                                          | 0                          | 1                               |
| De 100 000 à 149 999 habitants | 55                                          | 0                          | 1                               |
| De 80 000 à 99 999 habitants   | 53                                          | 0                          | 1                               |
| De 60 000 à 79 999 habitants   | 49                                          | 1                          | 0                               |
| De 50 000 à 59 999 habitants   | 45                                          | 0                          | 0                               |
| De 40 000 à 49 999 habitants   | 43                                          | 0                          | 0                               |
| De 30 000 à 39 999 habitants   | 39                                          | 0                          | 0                               |
| -                              | 37                                          | 0                          | 1                               |
| De 20 000 à 29 999 habitants   | 35                                          | 0                          | 1                               |
| De 10 000 à 19 999 habitants   | 33                                          | 5                          | 4                               |
| -                              | 31                                          | 0                          | 1                               |
| De 5 000 à 9 999 habitants     | 29                                          | 4                          | 7                               |
| De 3 500 à 4 999 habitants     | 27                                          | 9                          | 18                              |
| De 2 500 à 3 499 habitants     | 23                                          | 19                         | 15                              |
| De 1 500 à 2 499 habitants     | 19                                          | 27                         | 25                              |
| De 500 à 1 499 habitants       | 15                                          | 148                        | 139                             |
| De 100 à 499 habitants         | 11                                          | 207                        | 206                             |
| Moins de 100 habitants         | 7                                           | 26                         | 26                              |

| Nombre de conseillers supplémentaires | Communes |
| ------------------------------------- | --- |
| +36                                   | La Hague |
| +20                                   | Carentan-les-Marais |
| +10                                   | La Haye |
| +8                                    | Juvigny les Vallées, Périers |
| +6                                    | Cherbourg-en-Cotentin |
| +4                                    | Le Grippon, Buais-Les-Monts, Le Parc, Tirepied-sur-Sée, Vicq-sur-Mer, Remilly Les Marais, Orval sur Sienne, Terre-et-Marais, Romagny Fontenay, Montsenelle, Moyon Villages, Gonneville-Le Theil, Le Teilleul, Quettehou, Canisy, Thèreval, Gavray-sur-Sienne, Pont-Hébert, Lessay, Tessy-Bocage, Saint-Jean-d'Elle, Saint-Amand-Villages, Percy-en-Normandie, Port-Bail-sur-Mer, Marigny-Le-Lozon, Grandparigny, Ducey-Les Chéris, Sartilly-Baie-Bocage, Mortain-Bocage, Sainte-Mère-Église, Gouville-sur-Mer, Sourdeval, Quettreville-sur-Sienne, Bourgvallées, Picauville, Saint-James, Bricquebec-en-Cotentin, Saint-Hilaire-du-Harcouët |
| +2                                    | Saint-Sauveur-Villages , Villedieu-les-Poêles-Rouffigny , Condé-sur-Vire , Pontorson , Torigny-les-Villes , Avranches |

En termes de conseillers communautaires, 383 communes, soit 85,9%, n'ont qu'un seul élu qui siégera l'intercommunalité. Cherbourg-en-Cotentin possède 52 élus fléchés à la communauté d'agglomération sur un total de 55 conseillers municipaux.
| Nombre de conseillers communautaires | Communes                                             |
| ------------------------------------ | ---------------------------------------------------- |
| plus de 50                           | 1 (Cherbourg-en-Cotentin)                            |
| plus de 40                           | 0                                                    |
| plus de 30                           | 0                                                    |
| plus de 20                           | 1 (Saint-Lô)                                         |
| entre 16 et 20                       | 3 (Périers, Granville, Carentan-les-Marais)          |
| entre 11 et 15                       | 3 (Coutances, Villedieu-les-Poêles-Rouffigny)        |
| entre 6 et 10                        | 5 (Avranches, La Haye, La Hague, Percy-en-Normandie) |
| 5                                    | 7                                                    |
| 4                                    | 12                                                   |
| 3                                    | 10                                                   |
| 2                                    | 22                                                   |
| 1                                    | 383                                                  |

### Campagne officielle
À la fin du dépôt des listes le jeudi 27 février, la préfecture comptabilise 9305 candidats  : pour les 103 communes de plus de 1 000 habitants, 182 listes ont été déposées, représentant 4 519 candidats. Au maximum, quatre listes sont en concurrence dans une même commune : Cherbourg-en-Cotentin, Saint-Lô, Coutances, Granville et Bréhal.
À la suite de la pandémie de Coronavirus, 39 bureaux de vote changent provisoirement de lieu par arrêté préfectoral le 13 mars 2020. Les petites mairies comme pour La Pernelle ou Le Mont-Saint-Michel ne pouvaient pas respecter les distances de sécurité ou ne disposaient pas de point d'eau.

### Premier tour

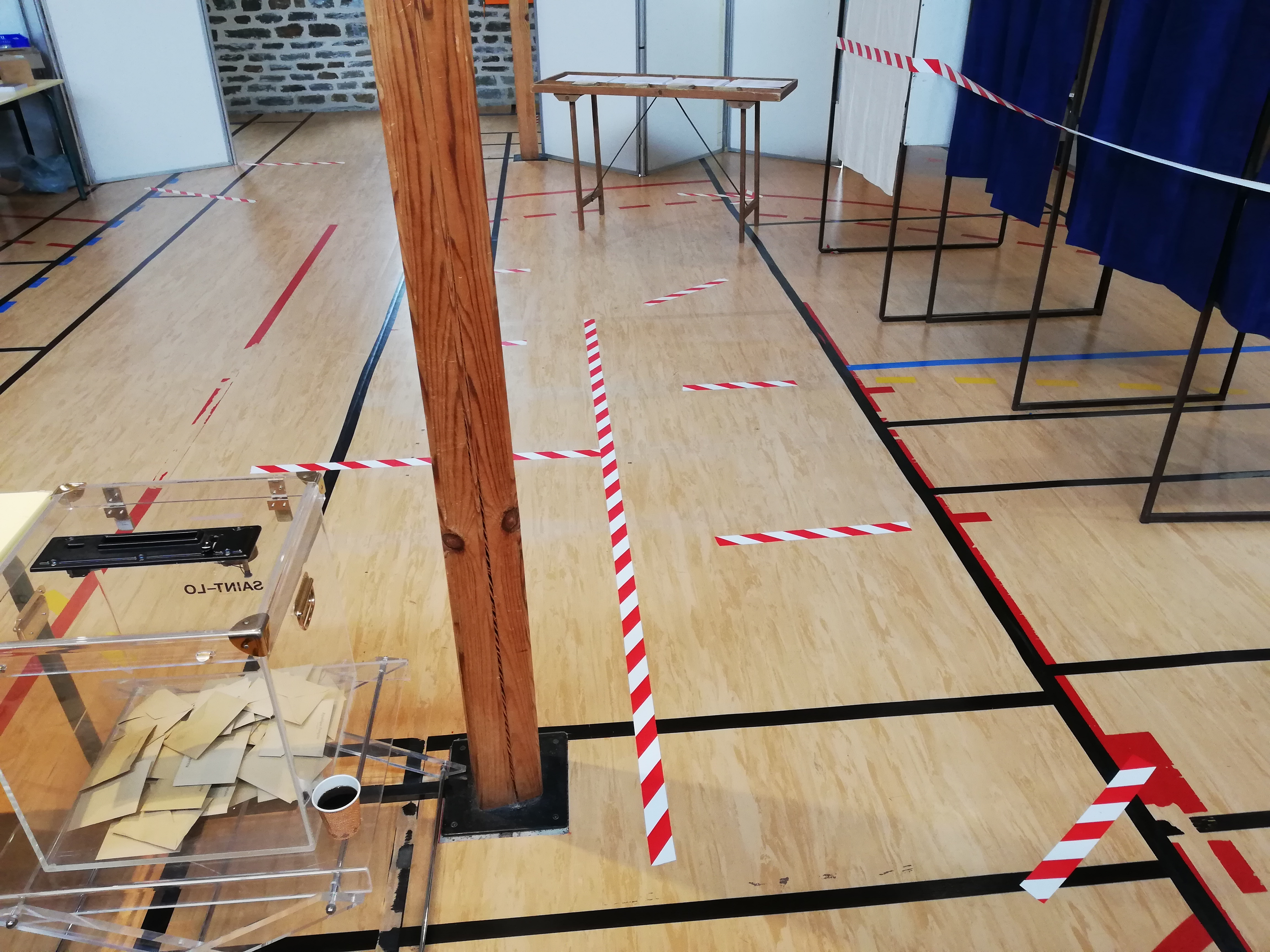
Disposition d'un bureau de vote pour respecter les consignes liées au Covid-19

Le samedi 14 mars 2020 au soir, le stade 3 de l'épidémie de Covid19 est franchi et le Premier ministre décrète un confinement renforcé de la population tout en maintenant le premier tour.
La participation au premier tour est beaucoup plus faible que lors de la précédente élection municipale en 2014 :
- à 12 h, la participation est de 17,75 % (contre 19,73 % en 2014)[13] ;
- à 17 h, la participation est de 42,37 % (contre 54,27 % en 2014)[14] ;
- le taux de participation est finalement de 46,21 % (contre 63,66 % en 2014), soit un recul de 17 points.

Tous les bureaux de vote de la Manche, y compris ceux de Cherbourg, ferment à 18 h.
Les maires sortants de la plupart des grandes villes arrivent en tête : c'est le cas à Cherbourg-en-Cotentin où Benoît Arrivé (42 %) domine facilement son rival de droite (29 %), à Avranches où David Nicolas obtient 48 % des voix, à Granville dans un contexte plus serré où Dominique Baudry obtient 32,81 % des voix. Dans le cadre de duels, Jean-Pierre Lhonneur est élu au premier tour à Carentan-les-Marais tout comme Jacques Cocquelin à Valognes.
Le maire de Saint-Lô, François Brière, est lui deuxième (31,8 %), devancé de 2 points par une opposition sans étiquette. Pour Coutances où le maire ne se représentait pas, Jean-Dominique Bourdin rate l'élection d'un point avec 49 %.
385 communes sur 445 sont entièrement pourvues au 1er tour. Le décret publié au Journal officiel du 15 mai 2020 fixe la date d'entrée en fonction des conseils municipaux élus au complet lors du premier tour des municipales au 18 mai.
La première réunion du conseil municipal doit se tenir entre 5 et 10 jours après leur date d’installation, soit entre le 23 et le 28 mai.

### Deuxième tour

Communes de Manche avec un deuxième tour
Scrutin de liste
Scrutin majoritaire
Pas de candidature
Élection partielle

Dans la Manche, un second tour est nécessaire dans 56 communes.
Le premier cas concerne 12 communes comptant plus de 1 000 habitants, un deuxième tour est nécessaire où aucune liste n'a obtenu la majorité absolue
- - 9 triangulaires possibles : Agon-Coutainville, Avranches, Coutances, Jullouville, La Hague, Montmartin-Sur-Mer, Saint-Sauveur-Villages, Sottevast, Sourdeval
  - 3 quadrangulaires possibles : Cherbourg-en-Cotentin, Granville, Saint-Lô

Dans le cas de Saint-Lô, c'est finalement une triangulaire qui se profile avec le retrait d'un candidat. Dans le cas de Granville, c'est aussi une triangulaire avec la fusion de listes entre le deuixème et le troisième, mathématiquement en position de battre le maire sortant. À Avranches, le conseiller départemental se désiste laissant un duel entre le maire sortant et son prédécesseur. Et enfin à Saint-Sauveur-Villages, deux listes fusionnent, ce qui donne donc un duel.
La campagne est particulièrement âpre à Cherbourg: d'abord, plusieurs colistiers se désolidarise de la liste Pour Vous menée par Sonia Krimi reprochant un maintien au second tour ; le lendemain, l'ancien attaché parlementaire de la député qui fait partie des frondeurs est victime du vol de son ordinateur à son domicile avec divulgations de données personnelles. Plusieurs échanges de courriels entre des colistiers et le concurrent David Marguerite fuitent vers la presse.
| Nombre de listes présentes au deuxième tour | Communes |
| ------------------------------------------- | --- |
| 2                                           | Avranches, Saint-Sauveur-Villages                                                                                  |
| 3                                           | Agon-Coutainville, Coutances, Granville, Jullouville, La Hague, Montmartin-Sur-Mer, Saint-Lô, Sottevast, Sourdeval |
| 4                                           | Cherbourg-en-Cotentin                                                                                              |

Pour les communes dont la population est inférieure à 1 000 habitants, deux autres cas se présentent. De nouveaux candidats peuvent se présenter dans 16 communes dans le cas où, au premier tour, le nombre de candidats a été inférieur au nombre de sièges de conseillers municipaux à pourvoir. Les communes suivantes sont concernées : Anneville-en-Saire, Aumeville-Lestre, Belval, Canteloup, Hauteville-la-Guichard, Heugueville-sur-Sienne, La Baleine, La Chapelle-Urée, La Colombe, Le Perron, Maupertuis, Morigny, Neuville-en-Beaumont, Saint-Ovin, Saint-Sauveur-de-Pierrepont, Taillepied.
Enfin, le mode de scrutin majoritaire n'a pas permis d'élire des conseils complets dans le reste des communes
| Sièges restant à pourvoir | Communes concernées (Sièges à pourvoir) |
| ------------------------- | --- |
| 1                         | Anneville-en-Saire (11), Benoistville (15), Canteloup (11), Crollon (11), Gathemo (11), Hauteville-la-Guichard (11), Heugueville-sur-Sienne (15), Juilley (15), La Baleine (7), La Godefroy (11), La Pernelle (11), Le Mesnil-Véneron (11), Lengronne (11), Servon (11), Sainte-Colombe (11), Saint-Martin-de-Bonfossé (11), Saint-Nicolas-de-Pierrepont (11), Tanis (11), Tribehou (15), Vesly (15), Videcosville (7) |
| 2                         | Aumeville-Lestre (11), La Lucerne-d’Outremer (15), Le Tanu (11), Morigny (7), Neuville-en-Beaumont (7), Saint-Denis-le-Vêtu (15), Saint-Germain-de-Tournebut (11), Taillepied (7) |
| 3                         | Belval (11), Dragey-Ronthon (15), La Chapelle-Urée (11), Le Perron (11), Saint-Germain-le-Gaillard (15), Saint-Sauveur-de-Pierrepont (11) |
| 4                         | Champeaux (11), Marcilly (11) |
| 5                         | Précey (15), Saint-Ovin (15) |
| 6                         | Azeville (7), Maupertuis (11) |
| 9                         | Coulouvray-Boisbenâtre (15) |
| 10                        | La Colombe (15) |

Après dépôt des listes, 336 candidatures individuelles sont enregistrées dans les communes de moins de mille habitants.
Cinq communes n'enregistrent aucune candidatures donc il n'y aura pas de deuxième tour  : Canteloup, Morigny, Taillepied, Aumeville-Lestre, Neuville-en-Beaumont.
Deux communes auront un conseil incomplet à l'issue de l’élection : Saint-Sauveur-de-Pierrepont (1 candidature pour 3 sièges à pouvoir), Le Perron (2 candidatures pour 3 sièges à pouvoir)
À Brillevast et à Saint-Laurent-de-Terregatte, le second tour laissera la place à une élection partielle à cause d'une erreur de retranscription ,.
Au Mesnil, toujours à cause d'une erreur de retranscription, le nombre de conseillers se trouve porté à 21 au lieu de 11 alors qu'un siège restait à pourvoir . Enfin, Canville-la-Rocque est la dernière commune qui enregistre cette erreur.
À Heugueville-sur-Sienne, si un deuxième tour est bien organisé pour un siège à pourvoir, un candidat a été considéré élu à tort après le premier tour ; le tribunal administratif doit trancher la situation mais après la date du deuxième tour donc il ne peut pas présenter sa candidature. Une nouvelle élection partielle pourrait alors être organisé après cette élection.

## Maires sortants et maires élus
Tony Jouanneault, étudiant en droit de 21 ans, est élu le 25 avril maire de Saint-Maurice-en-Cotentin, benjamin des maires de la Manche.
Yves Henry, âgé de 75 ans après trente-huit ans de mandat, est réélu pour huitième mandat,.
À Ponts, Claudine Guesdon conduit la liste aux municipales mais lors de l'élection du maire, elle est battue au troisième tour par sa colistière Jocelyne Allain. Le cas se produit également à Sainte-Cécile, où la liste menée par Monique Coyac, bien qu'élue, échoue par la suite dans la conquête du poste de maire, battue par Françoise Cahu, par huit voix contre sept.
Hormis cela, la gauche se maintient malgré son échec partiel à récupérer les villes perdues en 2014. Elle reprend même Granville, gagnée par la droite lors du scrutin précédent, et s'impose également à Port-Bail-sur-Mer tandis qu'elle assure le maintien du maire socialiste de Cherbourg. La droite demeure majoritaire dans le département bien qu'elle se fasse surprendre par des candidats sans étiquettes comme à Donville-les-Bains, Lessay et Les Pieux. Les centristes sont eux aussi battus à Ducey-les-Chéris, Isigny-le-Buat et Torigny-les-Villes par des sans étiquette. Le MoDem se maintient aussi dans son fief de Condé-sur-Vire.

### Maires dans les communes de plus de 2000 habitants
| Commune                        | Population (dernière pop. légale) | Population (dernière pop. légale) | Maire sortant                     | Parti | Parti | Maire élu                         | Parti | Parti |
| ------------------------------ | --------------------------------- | --------------------------------- | --------------------------------- | ----- | ----- | --------------------------------- | ----- | ----- |
| Agneaux                        | 4266                              | (2022)                            | Alain Sévêque                     |       | DVD   | Alain Sévêque                     |       | DVD   |
| Agon-Coutainville              | 3013                              | (2022)                            | Christian Dutertre                |       | DVD   | Christian Dutertre                |       | DVD   |
| Avranches                      | 10225                             | (2022)                            | David Nicolas                     |       | SE    | David Nicolas                     |       | SE    |
| Barneville-Carteret            | 2181                              | (2022)                            | Pierre Géhanne                    |       | SE    | David Legouet                     |       |       |
| Bourgvallées                   | 3319                              | (2022)                            | Henri-Paul Tressel                |       | DVD   | Claude Javalet                    |       |       |
| Brécey                         | 2166                              | (2022)                            | Philippe Aubrays                  |       | DVD   | Philippe Aubrays                  |       | DVD   |
| Bréhal                         | 3480                              | (2022)                            | Daniel Lécureuil                  |       | LR    | Daniel Lécureuil                  |       | LR    |
| Bricquebec-en-Cotentin         | 5888                              | (2022)                            | Patrice Pillet                    |       | DVD   | Denis Lefer                       |       |       |
| Brix                           | 2146                              | (2022)                            | Pascal Lebruman                   |       | SE    | Pascal Lebruman                   |       | SE    |
| Carentan-les-Marais            | 10220                             | (2022)                            | Jean-Pierre Lhonneur              |       | LR    | Jean-Pierre Lhonneur              |       | LR    |
| Cherbourg-en-Cotentin          | 78028                             | (2022)                            | Benoît Arrivé                     |       | PS    | Benoît Arrivé                     |       | PS    |
| Condé-sur-Vire                 | 4136                              | (2022)                            | Laurent Pien                      |       | MoDem | Laurent Pien                      |       | MoDem |
| Coutances                      | 8372                              | (2022)                            | Yves Lamy                         |       | LR    | Jean-Dominique Bourdin            |       | DVD   |
| Créances                       | 2079                              | (2022)                            | Henri Lemoigne                    |       | DVD   | Henri Lemoigne                    |       | DVD   |
| Donville-les-Bains             | 3133                              | (2022)                            | Jean-Paul Launay                  |       | DVD   | Gaëlle Fagnen                     |       |       |
| Ducey-Les Chéris               | 2829                              | (2022)                            | Denis Laporte                     |       | UDI   | Isabelle Labiche                  |       |       |
| Gouville-sur-Mer               | 3266                              | (2022)                            | Béatrice Gosselin                 |       | LR    | Béatrice Gosselin                 |       | LR    |
| Grandparigny                   | 2623                              | (2022)                            | Gérard Loyer                      |       | SE    | Patrice Garnier                   |       | SE    |
| Granville                      | 12799                             | (2022)                            | Dominique Baudry                  |       | DVD   | Gilles Ménard                     |       | DVG   |
| La Hague                       | 11444                             | (2022)                            | Yveline Druez                     |       | PS    | Manuela Mahier                    |       | DVG   |
| La Haye                        | 3986                              | (2022)                            | Alain Leclère                     |       | SE    | Alain Leclère                     |       | SE    |
| Isigny-le-Buat                 | 3187                              | (2022)                            | Érick Goupil                      |       | UDI   | Jessie Orvain                     |       |       |
| Jullouville                    | 2401                              | (2022)                            | Alain Brière                      |       | LR    | Alain Brière                      |       | LR    |
| Lessay                         | 2255                              | (2022)                            | Claude Tarin                      |       | DVD   | Stéphanie Maubé                   |       |       |
| Marigny-Le-Lozon               | 2754                              | (2022)                            | Fabrice Lemazurier                |       | DVD   | Fabrice Lemazurier                |       | DVD   |
| Montebourg                     | 1951                              | (2022)                            | Jean-Pierre Mauquest              |       | DVD   | Jean-Pierre Mauquest              |       | DVD   |
| Mortain-Bocage                 | 2954                              | (2022)                            | Hervé Desserouer                  |       | SE    | Hervé Desserouer                  |       | SE    |
| Percy-en-Normandie             | 2628                              | (2022)                            | Charly Varin                      |       | DVD   | Charly Varin                      |       | DVD   |
| Périers                        | 2355                              | (2022)                            | Gabriel Daube                     |       | UDI   | Gabriel Daube                     |       | UDI   |
| Picauville                     | 3222                              | (2022)                            | Philippe Catherine                |       | SE    | Marie-Hélène Perrotte             |       |       |
| Les Pieux                      | 3266                              | (2022)                            | Jacques Lepetit                   |       | DVD   | Catherine Bihel                   |       |       |
| Pontorson                      | 4319                              | (2022)                            | André Denot                       |       | DVD   | André-Jean Belloir                |       |       |
| Port-Bail-sur-Mer              | 2522                              | (2022)                            | Guy Cholot                        |       | DVD   | François Rousseau                 |       | DVG   |
| Quettreville-sur-Sienne        | 3181                              | (2022)                            | Guy Geyelin                       |       | DVD   | Guy Geyelin                       |       | DVD   |
| Saint-Amand-Villages           | 2523                              | (2022)                            | Jean Lebouvier                    |       | UDI   | Jean Lebouvier                    |       | UDI   |
| Saint-Hilaire-du-Harcouët      | 5735                              | (2022)                            | Gilbert Badiou                    |       | SE    | Jacky Bouvet                      |       |       |
| Saint-James                    | 4966                              | (2022)                            | Carine Mahieu                     |       | DVD   | David Juquin                      |       |       |
| Saint-Jean-d'Elle              | 2535                              | (2022)                            | Yves Simon                        |       | SE    | Marie-Pierre Fauvel               |       | SE    |
| Saint-Lô                       | 19352                             | (2022)                            | François Brière                   |       | DVD   | Emmanuelle Lejeune                |       | DVD   |
| Saint-Pair-sur-Mer             | 4372                              | (2022)                            | Guy Lecroisey                     |       | SE    | Annaïg Le Jossic                  |       |       |
| Saint-Sauveur-le-Vicomte       | 2088                              | (2022)                            | Éric Briens                       |       | SE    | Éric Briens                       |       | SE    |
| Saint-Sauveur-Villages         | 3250                              | (2022)                            | Patrick Leclerc                   |       | SE    | Patrick Leclerc                   |       | SE    |
| Sainte-Mère-Église             | 2910                              | (2022)                            | Jean Quétier                      |       | SE    | Alain Holley                      |       |       |
| Sartilly-Baie-Bocage           | 2843                              | (2022)                            | Gaëtan Lambert                    |       | SE    | Gaëtan Lambert                    |       | SE    |
| Sourdeval                      | 3040                              | (2022)                            | Albert Bazire                     |       | LR    | Sophie Laurent                    |       | SE    |
| Tessy-Bocage                   | 2219                              | (2022)                            | Michel Richard                    |       | SE    | Michel Richard                    |       | SE    |
| Torigny-les-Villes             | 4441                              | (2022)                            | Anne-Marie Cousin                 |       | NC    | Mickaël Grandin                   |       |       |
| Valognes                       | 6896                              | (2022)                            | Jacques Coquelin                  |       | DVD   | Jacques Coquelin                  |       | DVD   |
| Le Val-Saint-Père              | 1914                              | (2022)                            | Marie-Claire Rivière-Daillencourt |       | SE    | Marie-Claire Rivière-Daillencourt |       | SE    |
| Villedieu-les-Poêles-Rouffigny | 3845                              | (2022)                            | Philippe Lemaître                 |       | UDI   | Philippe Lemaître                 |       | UDI   |

### Résultats en nombre de maires
| Partis               | Partis               | Maires sortants | Maires élus | Évolution |
| -------------------- | -------------------- | --------------- | ----------- | --------- |
|                      | Divers droite        | 19              |             |           |
|                      | Les Républicains     | 6               |             |           |
| Total droite         | Total droite         | 25              |             |           |
|                      | Parti socialiste     | 2               |             |           |
| Total gauche         | Total gauche         | 2               |             |           |
|                      | Mouvement démocrate  | 1               |             |           |
|                      | UDI                  | 5               |             |           |
|                      | Nouveau centre       | 1               |             |           |
| Total centre         | Total centre         | 7               |             |           |
|                      | Sans-étiquette       | 16              |             |           |
| Total sans-étiquette | Total sans-étiquette | 16              |             |           |
| Total                | Total                | 50              | 50          | -         |

## Résultats dans les communes de plus de9 000 habitants
Pour les candidats dans les communes d'au moins 9 000 habitants, la déclaration d'un mandataire financier est obligatoire.

### Avranches
- Maire sortant : David Nicolas (SE)
- 35 sièges à pourvoir au conseil municipal (population légale 2017 : 10 155) - commune nouvelle
- 10 sièges à pourvoir au conseil communautaire (CA Mont-Saint-Michel-Normandie)

Les élections opposent David Nicolas, maire d'Avranches élu en 2014, face à Guénhaël Huet, maire d'Avranches entre 2001 et 2014. La troisième liste est menée par Antoine Delaunay, conseiller départemental et ancien assistant parlementaire du député Guénhaël Huet.
| Tête de liste            | Tête de liste                                                         | Liste                    | Premier tour | Premier tour | Second tour | Second tour | Sièges | Sièges |
| Tête de liste            | Tête de liste                                                         | Liste                    | Voix         | %            | Voix        | %           | CM     | CC     |
| ------------------------ | --------------------------------------------------------------------- | ------------------------ | ------------ | ------------ | ----------- | ----------- | ------ | ------ |
|                          | David Nicolas Aimons Avranches Saint-Martin                           | LDVC                     | 1 646        | 48,74        | 1 930       | 58,98       | 28     | 8      |
|                          | Guénhaël Huet Avranches Saint Martin des Champs c'est vous            | LDVD                     | 953          | 28,22        | 1 342       | 41,01       | 7      | 2      |
|                          | Antoine Delaunay Faire Ensemble # construisons Avranches Saint-Martin | LDVD                     | 778          | 23,03        | Retrait     | Retrait     | 0      | 0      |
|                          |                                                                       |                          |              |              |             |             |        |        |
| Votes valides            | Votes valides                                                         | Votes valides            | 3 377        | 96,38        | 3 272       | 95,90       |        |        |
| Votes blancs             | Votes blancs                                                          | Votes blancs             | 47           | 1,34         | 77          | 2,26        |        |        |
| Votes nuls               | Votes nuls                                                            | Votes nuls               | 80           | 2,28         | 63          | 1,85        |        |        |
| Total                    | Total                                                                 | Total                    | 3 504        | 100          | 3 412       | 100         | 35     | 10     |
| Abstention               | Abstention                                                            | Abstention               | 4 256        | 54,85        | 4 343       | 56          |        |        |
| Inscrits / participation | Inscrits / participation                                              | Inscrits / participation | 7 760        | 45,15        | 7 755       | 44          |        |        |

### Carentan-les-Marais
- Maire sortant : Jean-Pierre Lhonneur (DVD)
- 53 sièges à pourvoir au conseil municipal (population légale 2017 : 10 118) - commune nouvelle
- 16 sièges à pourvoir au conseil communautaire (CC de la Baie du Cotentin)

Comme en 2014 mais sur un territoire beaucoup plus petit, Jean-Pierre Lhonneur, maire depuis mars 2008 de Carentan, conduit une liste face à Hervé Houel, ancien conseiller général de 2004 à 2015.
|                          | Jean-Pierre Lhonneur, Carentan-les-Marais Agir ensemble | LDVD                     | 2 182 | 73,27 | 46 | 14 |  |  |
|                          | Hervé Houel Mieux vivre à Carentan-les-Marais           | LDVG                     | 796   | 26,73 | 7  | 2  |  |  |
|                          |                                                         |                          |       |       |    |    |  |  |
| Votes valides            | Votes valides                                           | Votes valides            | 2 978 | 94,90 |    |    |  |  |
| Votes blancs             | Votes blancs                                            | Votes blancs             | 55    | 1,75  |    |    |  |  |
| Votes nuls               | Votes nuls                                              | Votes nuls               | 105   | 3,35  |    |    |  |  |
| Total                    | Total                                                   | Total                    | 3 138 | 100   | 53 | 16 |  |  |
| Abstention               | Abstention                                              | Abstention               | 4 548 | 59,17 |    |    |  |  |
| Inscrits / participation | Inscrits / participation                                | Inscrits / participation | 7 686 | 40,83 |    |    |  |  |

### Cherbourg-en-Cotentin
- Maire sortant : Benoît Arrivé (PS)
- 55 sièges à pourvoir au conseil municipal (population légale 2017 : 79 200) - commune nouvelle
- 52 sièges à pourvoir au conseil communautaire (CA du Cotentin)

Sonia Krimi, députée de La République en Marche de la 4e circonscription de la Manche en 2017, se lance dans la campagne municipale en novembre 2019 en précisant qu'elle laissera son mandat de députée si elle est élue ; son suppléant Frédéric Bastian affirme que dans pareil circonstance, il refusera de siéger à l'Assemblée. Benoît Arrivé, le maire de la commune nouvelle, n'était pas tête de liste aux municipales de 2014 mais colistier de la liste de gauche emmené Jean-Michel Houllegatte, devenu entre-temps sénateur. Face à lui, David Margueritte, vice-président de la région et conseiller municipal d'opposition, reconduit une liste d'union de la droite. Le quatrième candidat à se déclarer est Barzin Viel-Bonyadi, conseiller municipal de Cherbourg-Octeville dans la majorité du socialiste Jean-Michel Houllegatte avant de se retirer en 2017
| Tête de liste            | Tête de liste                                | Liste                    | Premier tour | Premier tour | Second tour | Second tour | Sièges | Sièges |
| Tête de liste            | Tête de liste                                | Liste                    | Voix         | %            | Voix        | %           | CM     | CC     |
| ------------------------ | -------------------------------------------- | ------------------------ | ------------ | ------------ | ----------- | ----------- | ------ | ------ |
|                          | Benoît Arrivé, Passion commune               | LSOC PRG-PCF             | 7 698        | 42,09        | 7 324       | 46,14       | 41     | 38     |
|                          | David Margueritte L'Avenir en tête           | LUD LR-UDI - LC          | 5 427        | 29,68        | 5 198       | 32,74       | 9      | 9      |
|                          | Barzin Viel-Bonyadi La Coopérative Citoyenne | LDVG G.s-EELV-LFI        | 2 555        | 13,97        | 1 967       | 12,39       | 3      | 3      |
|                          | Sonia Krimi Pour vous !                      | LREM MR                  | 2 607        | 14,26        | 1 384       | 8,71        | 2      | 2      |
|                          |                                              |                          |              |              |             |             |        |        |
| Votes valides            | Votes valides                                | Votes valides            | 18 287       | 97,24        | 15 873      | 97,93       |        |        |
| Votes blancs             | Votes blancs                                 | Votes blancs             | 218          | 1,16         | 163         | 1,01        |        |        |
| Votes nuls               | Votes nuls                                   | Votes nuls               | 302          | 1,61         | 172         | 1,06        |        |        |
| Total                    | Total                                        | Total                    | 18 807       | 100          | 16 208      | 100         | 55     | 52     |
| Abstention               | Abstention                                   | Abstention               | 37 014       | 66,31        | 39 666      | 70,99       |        |        |
| Inscrits / participation | Inscrits / participation                     | Inscrits / participation | 55 821       | 33,69        | 55 874      | 29,01       |        |        |

### Granville
- Maire sortant : Dominique Baudry (DVD)
- 33 sièges à pourvoir au conseil municipal (population légale 2017 : 12 580)
- 17 sièges à pourvoir au conseil communautaire (CC de Granville, Terre et Mer)

Après avoir sauvé sa majorité en février 2017 à la suite d'une série de démissions et d'une décision du tribunal administratif, la maire Dominique Baudry se représente dans la cité corsaire. Son ancien adjoint, Gilles Ménard, annonce en juin 2019 sa candidature pour les municipales. Fany Garcion et Guillaume Vallée, conduisent une équipe se revendiquant sans tête de liste et réunie autour des valeurs d'une gauche écologique et solidaire. Denis Féret, conseiller municipal d’opposition déjà candidat en 2014 sous l’égide du Rassemblement national, mène une liste sans étiquette nuancé divers droite par la préfecture.
| Tête de liste            | Tête de liste                                                                                  | Liste                    | Premier tour | Premier tour | Second tour | Second tour | Sièges | Sièges |
| Tête de liste            | Tête de liste                                                                                  | Liste                    | Voix         | %            | Voix        | %           | CM     | CC     |
| ------------------------ | ---------------------------------------------------------------------------------------------- | ------------------------ | ------------ | ------------ | ----------- | ----------- | ------ | ------ |
|                          | Gilles Ménard Ensemble, vivons Granville puis ENSEMBLE POUR GRANVILLE, Ecologique et Solidaire | LDVC                     | 1 250        | 30,09        | 2 286       | 50,03       | 25     | 13     |
|                          | Fany Garcion Pour Granville, une gauche écologique et solidaire                                | LDVG                     | 1 056        | 25,42        | 2 286       | 50,03       | 25     | 13     |
|                          | Dominique Baudry, Granville, Un cap, un avenir                                                 | LDVD                     | 1 363        | 32,81        | 1 868       | 40,88       | 7      | 4      |
|                          | Denis Féret Granville du cœur et de l'action                                                   | LDVD                     | 485          | 11,68        | 415         | 9,08        | 1      | 0      |
|                          |                                                                                                |                          |              |              |             |             |        |        |
| Votes valides            | Votes valides                                                                                  | Votes valides            | 4 154        | 97,33        | 4 569       | 97,44       |        |        |
| Votes blancs             | Votes blancs                                                                                   | Votes blancs             | 35           | 0,82         | 62          | 1,32        |        |        |
| Votes nuls               | Votes nuls                                                                                     | Votes nuls               | 79           | 1,85         | 58          | 1,24        |        |        |
| Total                    | Total                                                                                          | Total                    | 4 268        | 100          | 4 569       | 100         | 33     | 17     |
| Abstention               | Abstention                                                                                     | Abstention               | 5 660        | 57,01        | 5 211       | 52,64       |        |        |
| Inscrits / participation | Inscrits / participation                                                                       | Inscrits / participation | 9 928        | 42,99        | 9 900       | 47,36       |        |        |

### La Hague
- Maire sortant : Yveline Druez (SE) - Ne se représente pas
- 69 sièges à pourvoir au conseil municipal (population légale 2017 : 11 634) - commune nouvelle
- 7 sièges à pourvoir au conseil communautaire (CA du Cotentin)

La succession de la maire Yveline Druez est ouverte sur la commune nouvelle de la Hague. Les différents maires délégués sont répartis sur deux listes : celle conduite par Manuela Mahier, ancienne adjointe au maire de Flottemanville-Hague et celle conduite par Dominique Belhomme, ancien adjoint d'Aubergenville.
| Tête de liste            | Tête de liste                    | Liste                    | Premier tour | Premier tour | Second tour | Second tour | Sièges | Sièges |
| Tête de liste            | Tête de liste                    | Liste                    | Voix         | %            | Voix        | %           | CM     | CC     |
| ------------------------ | -------------------------------- | ------------------------ | ------------ | ------------ | ----------- | ----------- | ------ | ------ |
|                          | Manuela Mahier La Hague Ensemble | LDVG                     | 2 005        | 46,13        | 2 005       | 47,90       | 52     | 6      |
|                          | Jean-Marc Frigout Nouvelle Hague | LDVG                     | 1 377        | 31,68        | 1 521       | 36,34       | 12     | 1      |
|                          | Dominique Belhomme Hag'Avenir    | LDVD                     | 964          | 22,18        | 659         | 15,74       | 5      | 0      |
|                          |                                  |                          |              |              |             |             |        |        |
| Votes valides            | Votes valides                    | Votes valides            | 4 346        | 97,31        | 4 185       | 98,15       |        |        |
| Votes blancs             | Votes blancs                     | Votes blancs             | 64           | 1,43         | 52          | 1,22        |        |        |
| Votes nuls               | Votes nuls                       | Votes nuls               | 56           | 1,25         | 27          | 0,63        |        |        |
| Total                    | Total                            | Total                    | 4 466        | 100          | 4 264       | 100         | 69     | 7      |
| Abstention               | Abstention                       | Abstention               | 4 766        | 51,62        | 4 995       | 53,95       |        |        |
| Inscrits / participation | Inscrits / participation         | Inscrits / participation | 9 232        | 48,38        | 9 259       | 46,05       |        |        |

### Saint-Lô
- Maire sortant : François Brière (DVD)
- 33 sièges à pourvoir au conseil municipal (population légale 2017 : 19 116)
- 21 sièges à pourvoir au conseil communautaire (CA Saint-Lô Agglo)

François Brière, maire sortant divers droite, se représente à Saint-Lô face à Philippe Villeroy conseiller d'opposition dans la précédent mandat, tout comme Emmanuelle Lejeune, pourtant présent sur la même liste en 2014 du maire sortant François Digard. Jean-Karl Deschamps, ancien vice-président de la région Basse-Normandie et conseiller d'opposition entre 1995 et 2014, s'est déclaré tardivement pour représenter la gauche dans les municipales.
| Tête de liste            | Tête de liste                                        | Liste                    | Premier tour | Premier tour | Second tour | Second tour | Sièges | Sièges |
| Tête de liste            | Tête de liste                                        | Liste                    | Voix         | %            | Voix        | %           | CM     | CC     |
| ------------------------ | ---------------------------------------------------- | ------------------------ | ------------ | ------------ | ----------- | ----------- | ------ | ------ |
|                          | Emmanuelle Lejeune Pour Saint-Lô                     | LDIV                     | 1 676        | 33,93        | 2 211       | 43,55       | 24     | 15     |
|                          | François Brière, Les Saint-Lois au cœur de l'action  | LDVD                     | 1 572        | 31,82        | 1 855       | 36,54       | 6      | 4      |
|                          | Jean-Karl Deschamps Saint-lô 2020 La ville en commun | LDVG                     | 1 171        | 23,70        | 1 010       | 19,89       | 3      | 2      |
|                          | Philippe Villeroy Saint-Lô, l'énergie du renouveau   | LDVD                     | 520          | 10,53        | Retrait     | Retrait     | 0      | 0      |
|                          |                                                      |                          |              |              |             |             |        |        |
| Votes valides            | Votes valides                                        | Votes valides            | 4 939        | 97,42        | 5 076       | 97,71       |        |        |
| Votes blancs             | Votes blancs                                         | Votes blancs             | 59           | 1,16         | 56          | 1,08        |        |        |
| Votes nuls               | Votes nuls                                           | Votes nuls               | 72           | 1,42         | 63          | 1,21        |        |        |
| Total                    | Total                                                | Total                    | 5 070        | 100          | 5 195       | 100         | 33     | 21     |
| Abstention               | Abstention                                           | Abstention               | 8 196        | 61,78        | 8 068       | 60,83       |        |        |
| Inscrits / participation | Inscrits / participation                             | Inscrits / participation | 13 266       | 38,22        | 13 263      | 39,17       |        |        |

## Résultats dans les communes de plus de3 500 habitants
Une étiquette politique sera attribuée aux candidats des villes de plus de 3 500 habitants.

### Agneaux
- Maire sortant : Alain Sévêque (DVD)
- 27 sièges à pourvoir au conseil municipal (population légale 2017 : 4 027)
- 4 sièges à pourvoir au conseil communautaire (CA Saint-Lô Agglo)

| Tête de liste | Tête de liste                        | Liste       | Premier tour | Premier tour | Second tour | Second tour | Sièges | Sièges |
| Tête de liste | Tête de liste                        | Liste       | Voix         | %            | Voix        | %           | CM     | CC     |
| ------------- | ------------------------------------ | ----------- | ------------ | ------------ | ----------- | ----------- | ------ | ------ |
|               | Alain Sévêque Avec vous pour Agneaux | LDVD        | 886          | 100,00       | NC          | NC          | 27     | 4      |
|               |                                      |             |              |              |             |             |        |        |
| Inscrits      | Inscrits                             | Inscrits    | 3 338        | 100,00       |             | 100,00      |        |        |
| Abstentions   | Abstentions                          | Abstentions | 2 292        | 68,66        |             |             |        |        |
| Votants       | Votants                              | Votants     | 1 046        | 31,34        |             |             |        |        |
|               |                                      |             |              |              |             |             |        |        |
| Blancs        | Blancs                               | Blancs      | 84           | 8,03         |             |             |        |        |
| Nuls          | Nuls                                 | Nuls        | 76           | 7,27         |             |             |        |        |
| Exprimés      | Exprimés                             | Exprimés    | 886          | 84,7         |             |             |        |        |

### Bréhal
- Maire sortant : Daniel Lécureuil (LR)
- 23 sièges à pourvoir au conseil municipal (population légale 2017 : 3 410)
- 4 sièges à pourvoir au conseil communautaire (CC de Granville, Terre et Mer)

|             | Daniel Lécureuil Bréhal Passionnément                 | SE          | 786   | 55,55  | 19 | 4 |  |  |
|             | Jacques Demelun Démocratie citoyenne et participative | SE          | 295   | 20,85  | 2  | 0 |  |  |
|             | Christian Haugeard Faire avec vous                    | SE          | 235   | 16,60  | 2  | 0 |  |  |
|             | Nadège Daniel Bien vivre à Bréhal                     | RN          | 99    | 7,00   | 0  | 0 |  |  |
|             |                                                       |             |       |        |    |   |  |  |
| Inscrits    | Inscrits                                              | Inscrits    | 2 864 | 100,00 |    |   |  |  |
| Abstentions | Abstentions                                           | Abstentions | 1 419 | 49,55  |    |   |  |  |
| Votants     | Votants                                               | Votants     | 1 445 | 50,45  |    |   |  |  |
|             |                                                       |             |       |        |    |   |  |  |
| Blancs      | Blancs                                                | Blancs      | 6     | 0,42   |    |   |  |  |
| Nuls        | Nuls                                                  | Nuls        | 24    | 1,66   |    |   |  |  |
| Exprimés    | Exprimés                                              | Exprimés    | 1 415 | 97,92  |    |   |  |  |

### Bricquebec-en-Cotentin
- Maire sortant : Patrice Pillet (DVD)
- 33 sièges à pourvoir au conseil municipal (population légale 2017 : 5 899) - commune nouvelle
- 3 sièges à pourvoir au conseil communautaire (CA du Cotentin)

|             | Denis Lefer Agir ensemble  | LDVD        | 1 271 | 60,50  | 27 | 2 |  |  |
|             | Patrice Pillet Avec vous ! | LDVD        | 830   | 39,50  | 6  | 1 |  |  |
|             |                            |             |       |        |    |   |  |  |
| Inscrits    | Inscrits                   | Inscrits    | 4 716 | 100,00 |    |   |  |  |
| Abstentions | Abstentions                | Abstentions | 2 556 | 54,2   |    |   |  |  |
| Votants     | Votants                    | Votants     | 2 160 | 45,8   |    |   |  |  |
|             |                            |             |       |        |    |   |  |  |
| Blancs      | Blancs                     | Blancs      | 31    | 1,44   |    |   |  |  |
| Nuls        | Nuls                       | Nuls        | 28    | 1,3    |    |   |  |  |
| Exprimés    | Exprimés                   | Exprimés    | 2 101 | 97,27  |    |   |  |  |

### Condé-sur-Vire
- Maire sortant : Laurent Pien (MoDem)
- 29 sièges à pourvoir au conseil municipal (population légale 2017 : 4 027) - commune nouvelle
- 4 sièges à pourvoir au conseil communautaire (CA Saint-Lô Agglo)

| Tête de liste | Tête de liste                    | Liste       | Premier tour | Premier tour | Second tour | Second tour | Sièges | Sièges |
| Tête de liste | Tête de liste                    | Liste       | Voix         | %            | Voix        | %           | CM     | CC     |
| ------------- | -------------------------------- | ----------- | ------------ | ------------ | ----------- | ----------- | ------ | ------ |
|               | Laurent Pien Ensemble pour Condé | LDVC        | 892          | 100,00       | NC          | NC          | 29     | 4      |
|               |                                  |             |              |              |             |             |        |        |
| Inscrits      | Inscrits                         | Inscrits    | 3 156        | 100,00       |             | 100,00      |        |        |
| Abstentions   | Abstentions                      | Abstentions | 2 061        | 65,3         |             |             |        |        |
| Votants       | Votants                          | Votants     | 1 095        | 34,7         |             |             |        |        |
|               |                                  |             |              |              |             |             |        |        |
| Blancs        | Blancs                           | Blancs      | 65           | 5,94         |             |             |        |        |
| Nuls          | Nuls                             | Nuls        | 138          | 12,6         |             |             |        |        |
| Exprimés      | Exprimés                         | Exprimés    | 892          | 81,46        |             |             |        |        |

### Coutances
- Maire sortant : Yves Lamy (LR) - Ne se représente pas
- 29 sièges à pourvoir au conseil municipal (population légale 2017 : 8 501)
- 13 sièges à pourvoir au conseil communautaire (CC Coutances Mer et Bocage)

| Tête de liste            | Tête de liste                               | Liste                    | Premier tour | Premier tour | Second tour | Second tour | Sièges | Sièges |
| Tête de liste            | Tête de liste                               | Liste                    | Voix         | %            | Voix        | %           | CM     | CC     |
| ------------------------ | ------------------------------------------- | ------------------------ | ------------ | ------------ | ----------- | ----------- | ------ | ------ |
|                          | Jean-Dominique Bourdin Coutances Demain     | LDVC                     | 1 220        | 49,07        | 1 456       | 62,16       | 24     | 11     |
|                          | Jean-Michel Masson Alternatives             | LDVG PS-EELV-PCF-LFI-G.s | 477          | 19,19        | 449         | 19,17       | 3      | 1      |
|                          | Anne Harel Coutances à cœur                 | LDVD                     | 647          | 26,03        | 437         | 18,65       | 2      | 1      |
|                          | Stéphane Lavalley Coutances tout simplement | LDVC                     | 142          | 5,71         |             |             | 0      | 0      |
|                          |                                             |                          |              |              |             |             |        |        |
| Votes valides            | Votes valides                               | Votes valides            | 2 486        | 97,03        | 2 342       | 98,32       |        |        |
| Votes blancs             | Votes blancs                                | Votes blancs             | 35           | 1,37         | 23          | 0,97        |        |        |
| Votes nuls               | Votes nuls                                  | Votes nuls               | 41           | 1,60         | 17          | 0,71        |        |        |
| Total                    | Total                                       | Total                    | 2 562        | 100          | 2 382       | 100         | 29     | 13     |
| Abstention               | Abstention                                  | Abstention               | 3 207        | 55,59        | 3 382       | 58,67       |        |        |
| Inscrits / participation | Inscrits / participation                    | Inscrits / participation | 5 769        | 44,41        | 5 764       | 40,63       |        |        |

### La Haye
- Maire sortant : Alain Leclère (SE)
- 37 sièges à pourvoir au conseil municipal (population légale 2017 : 4 006) - commune nouvelle
- 9 sièges à pourvoir au conseil communautaire (CC Côte Ouest Centre Manche)

| Tête de liste | Tête de liste                         | Liste       | Premier tour | Premier tour | Second tour | Second tour | Sièges | Sièges |
| Tête de liste | Tête de liste                         | Liste       | Voix         | %            | Voix        | %           | CM     | CC     |
| ------------- | ------------------------------------- | ----------- | ------------ | ------------ | ----------- | ----------- | ------ | ------ |
|               | Alain Leclère Ensemble, cap La Haye ! | LDVD        | 728          | 100,00       | NC          | NC          | 37     | 9      |
|               |                                       |             |              |              |             |             |        |        |
| Inscrits      | Inscrits                              | Inscrits    | 3 272        | 100,00       |             | 100,00      |        |        |
| Abstentions   | Abstentions                           | Abstentions | 2 259        | 69,04        |             |             |        |        |
| Votants       | Votants                               | Votants     | 1 013        | 30,96        |             |             |        |        |
|               |                                       |             |              |              |             |             |        |        |
| Blancs        | Blancs                                | Blancs      | 67           | 6,61         |             |             |        |        |
| Nuls          | Nuls                                  | Nuls        | 218          | 21,52        |             |             |        |        |
| Exprimés      | Exprimés                              | Exprimés    | 728          | 71,87        |             |             |        |        |

### Pontorson
- Maire sortant : André Denot (DVD) - Ne se représente pas
- 29 sièges à pourvoir au conseil municipal (population légale 2017 : 4 342) - commune nouvelle
- 4 sièges à pourvoir au conseil communautaire (CA Mont-Saint-Michel-Normandie)

| Tête de liste | Tête de liste                                      | Liste       | Premier tour | Premier tour | Second tour | Second tour | Sièges | Sièges |
| Tête de liste | Tête de liste                                      | Liste       | Voix         | %            | Voix        | %           | CM     | CC     |
| ------------- | -------------------------------------------------- | ----------- | ------------ | ------------ | ----------- | ----------- | ------ | ------ |
|               | André Jean-Belloir Continuons ensemble pour demain | LDVD        | 961          | 65,42        | NC          | NC          | 24     | 3      |
|               | Katia Clément Avec vous pour l'avenir              | LDVC        | 508          | 34,58        | NC          | NC          | 5      | 1      |
|               |                                                    |             |              |              |             |             |        |        |
| Inscrits      | Inscrits                                           | Inscrits    | 3 045        | 100,00       |             | 100,00      |        |        |
| Abstentions   | Abstentions                                        | Abstentions | 1 516        | 49,79        |             |             |        |        |
| Votants       | Votants                                            | Votants     | 1 529        | 50,21        |             |             |        |        |
|               |                                                    |             |              |              |             |             |        |        |
| Blancs        | Blancs                                             | Blancs      | 16           | 1,05         |             |             |        |        |
| Nuls          | Nuls                                               | Nuls        | 44           | 2,88         |             |             |        |        |
| Exprimés      | Exprimés                                           | Exprimés    | 1 469        | 96,08        |             |             |        |        |

### Saint-Hilaire-du-Harcouët
- Maire sortant : Gilbert Badiou (SE) - Ne se représente pas
- 33 sièges à pourvoir au conseil municipal (population légale 2017 : 6 094) - commune nouvelle
- 6 sièges à pourvoir au conseil communautaire (CA Mont-Saint-Michel-Normandie)

| Tête de liste | Tête de liste                                        | Liste       | Premier tour | Premier tour | Second tour | Second tour | Sièges | Sièges |
| Tête de liste | Tête de liste                                        | Liste       | Voix         | %            | Voix        | %           | CM     | CC     |
| ------------- | ---------------------------------------------------- | ----------- | ------------ | ------------ | ----------- | ----------- | ------ | ------ |
|               | Bertrand Heudes Écouter et agir                      | LDVC        | 1 038        | 46,67        | NC          | NC          | 7      | 1      |
|               | Jacky Bouvet Ensemble, soyons fiers de notre commune | LDVD        | 1 186        | 53,33        | NC          | NC          | 26     | 5      |
|               |                                                      |             |              |              |             |             |        |        |
| Inscrits      | Inscrits                                             | Inscrits    | 4 451        | 100,00       |             | 100,00      |        |        |
| Abstentions   | Abstentions                                          | Abstentions | 2 116        | 47,54        |             |             |        |        |
| Votants       | Votants                                              | Votants     | 2 335        | 52,46        |             |             |        |        |
|               |                                                      |             |              |              |             |             |        |        |
| Blancs        | Blancs                                               | Blancs      | 37           | 1,58         |             |             |        |        |
| Nuls          | Nuls                                                 | Nuls        | 74           | 3,17         |             |             |        |        |
| Exprimés      | Exprimés                                             | Exprimés    | 2 224        | 95,25        |             |             |        |        |

### Saint-James
- Maire sortant : Carine Mahieu (SE)
- 31 sièges à pourvoir au conseil municipal (population légale 2017 : 4 954) - commune nouvelle
- 5 sièges à pourvoir au conseil communautaire (CA Mont-Saint-Michel-Normandie)

| Tête de liste | Tête de liste                                          | Liste       | Premier tour | Premier tour | Second tour | Second tour | Sièges | Sièges |
| Tête de liste | Tête de liste                                          | Liste       | Voix         | %            | Voix        | %           | CM     | CC     |
| ------------- | ------------------------------------------------------ | ----------- | ------------ | ------------ | ----------- | ----------- | ------ | ------ |
|               | David Juquin J’aime ma commune, une équipe par passion | LDVD        | 1 043        | 50,73        | NC          | NC          | 24     | 4      |
|               | Carine Mahieu Ensemble, acteurs pour notre territoire  | LDVC        | 1 013        | 49,27        | NC          | NC          | 7      | 1      |
|               |                                                        |             |              |              |             |             |        |        |
| Inscrits      | Inscrits                                               | Inscrits    | 3 607        | 100,00       |             | 100,00      |        |        |
| Abstentions   | Abstentions                                            | Abstentions | 1 464        | 40,59        |             |             |        |        |
| Votants       | Votants                                                | Votants     | 2 143        | 59,41        |             |             |        |        |
|               |                                                        |             |              |              |             |             |        |        |
| Blancs        | Blancs                                                 | Blancs      | 23           | 1,07         |             |             |        |        |
| Nuls          | Nuls                                                   | Nuls        | 64           | 2,99         |             |             |        |        |
| Exprimés      | Exprimés                                               | Exprimés    | 2 056        | 95,94        |             |             |        |        |

### Saint-Pair-sur-Mer
- Maire sortant : Guy Lecroisey  (SE) - Ne se représente pas
- 27 sièges à pourvoir au conseil municipal (population légale 2017 : 4 066)
- 5 sièges à pourvoir au conseil communautaire (CC de Granville, Terre et Mer)

| Tête de liste | Tête de liste                                                   | Liste       | Premier tour | Premier tour | Second tour | Second tour | Sièges | Sièges |
| Tête de liste | Tête de liste                                                   | Liste       | Voix         | %            | Voix        | %           | CM     | CC     |
| ------------- | --------------------------------------------------------------- | ----------- | ------------ | ------------ | ----------- | ----------- | ------ | ------ |
|               | Annaïg Le Jossic Saint-Pair 2020 Ensemble Avançons Autrement    | LDVD        | 1 050        | 55,5         | NC          | NC          | 21     | 4      |
|               | Sylvie Gâté Saint-Pair / Kairon : Ensemble, continuons l'action | LDVC        | 842          | 44,5         | NC          | NC          | 6      | 1      |
|               |                                                                 |             |              |              |             |             |        |        |
| Inscrits      | Inscrits                                                        | Inscrits    | 3 772        | 100,00       |             | 100,00      |        |        |
| Abstentions   | Abstentions                                                     | Abstentions | 1 813        | 48,06        |             |             |        |        |
| Votants       | Votants                                                         | Votants     | 1 959        | 51,94        |             |             |        |        |
|               |                                                                 |             |              |              |             |             |        |        |
| Blancs        | Blancs                                                          | Blancs      | 36           | 1,84         |             |             |        |        |
| Nuls          | Nuls                                                            | Nuls        | 31           | 1,58         |             |             |        |        |
| Exprimés      | Exprimés                                                        | Exprimés    | 1 892        | 96,58        |             |             |        |        |

### Saint-Sauveur-Villages
- Maire sortant : Patrick Leclerc(SE)
- 29 sièges à pourvoir au conseil municipal (population légale 2017 : 3 588) - commune nouvelle
- 5 sièges à pourvoir au conseil communautaire (CC Coutances Mer et Bocage)

| Tête de liste            | Tête de liste                                | Liste                    | Premier tour | Premier tour | Second tour | Second tour | Sièges | Sièges |
| Tête de liste            | Tête de liste                                | Liste                    | Voix         | %            | Voix        | %           | CM     | CC     |
| ------------------------ | -------------------------------------------- | ------------------------ | ------------ | ------------ | ----------- | ----------- | ------ | ------ |
|                          | Aurélie Gigan Tous acteurs pour nos villages | LDIV                     | 489          | 38,69        | 757         | 57,08       | 23     | 4      |
|                          | Hubert Rihouey Voir autrement                | LDIV                     | 196          | 15,51        | 757         | 57,08       | 23     | 4      |
|                          | Franck Vilquin Unis pour un nouveau départ   | LDVD                     | 579          | 45,81        | 569         | 42,91       | 6      | 1      |
|                          |                                              |                          |              |              |             |             |        |        |
| Votes valides            | Votes valides                                | Votes valides            | 1 264        | 96,41        | 1 326       | 96,86       |        |        |
| Votes blancs             | Votes blancs                                 | Votes blancs             | 23           | 1,75         | 14          | 1,02        |        |        |
| Votes nuls               | Votes nuls                                   | Votes nuls               | 24           | 1,83         | 29          | 2,12        |        |        |
| Total                    | Total                                        | Total                    | 1 311        | 100          | 1 369       | 100         | 29     | 5      |
| Abstention               | Abstention                                   | Abstention               | 1 296        | 49,71        | 1 235       | 47,43       |        |        |
| Inscrits / participation | Inscrits / participation                     | Inscrits / participation | 2 607        | 50,29        | 2 604       | 52,57       |        |        |

### Torigny-les-Villes
- Maire sortant : Anne-Marie Cousin (NC) - Ne se représente pas
- 29 sièges à pourvoir au conseil municipal (population légale 2017 : 4 352) - commune nouvelle
- 4 sièges à pourvoir au conseil communautaire (CA Saint-Lô Agglo)

| Tête de liste | Tête de liste                                                     | Liste       | Premier tour | Premier tour | Second tour | Second tour | Sièges | Sièges |
| Tête de liste | Tête de liste                                                     | Liste       | Voix         | %            | Voix        | %           | CM     | CC     |
| ------------- | ----------------------------------------------------------------- | ----------- | ------------ | ------------ | ----------- | ----------- | ------ | ------ |
|               | Dominique Caillez Torigny-les-Villes un projet qui nous rapproche | LDVC        | 542          | 34,57        | NC          | NC          | 5      | 1      |
|               | Mickaël Grandin Tous ensemble pour Torigny-les-Ville              | LDVC        | 1 026        | 65,43        | NC          | NC          | 24     | 3      |
|               |                                                                   |             |              |              |             |             |        |        |
| Inscrits      | Inscrits                                                          | Inscrits    | 3 230        | 100,00       |             | 100,00      |        |        |
| Abstentions   | Abstentions                                                       | Abstentions | 1 622        | 50,22        |             |             |        |        |
| Votants       | Votants                                                           | Votants     | 1 608        | 49,78        |             |             |        |        |
|               |                                                                   |             |              |              |             |             |        |        |
| Blancs        | Blancs                                                            | Blancs      | 15           | 0,93         |             |             |        |        |
| Nuls          | Nuls                                                              | Nuls        | 25           | 1,55         |             |             |        |        |
| Exprimés      | Exprimés                                                          | Exprimés    | 1 568        | 97,51        |             |             |        |        |

### Valognes
- Maire sortant : Jacques Coquelin (DVD)
- 29 sièges à pourvoir au conseil municipal (population légale 2017 : 6 803)
- 4 sièges à pourvoir au conseil communautaire (CA du Cotentin)

| Tête de liste | Tête de liste                                    | Liste       | Premier tour | Premier tour | Second tour | Second tour | Sièges | Sièges |
| Tête de liste | Tête de liste                                    | Liste       | Voix         | %            | Voix        | %           | CM     | CC     |
| ------------- | ------------------------------------------------ | ----------- | ------------ | ------------ | ----------- | ----------- | ------ | ------ |
|               | Fabrice Rodriguez Un nouvel avenir pour Valognes | LDVG        | 845          | 37,21        | NC          | NC          | 5      | 1      |
|               | Jacques Coquelin Valognes pour tous              | LDVD        | 1 426        | 62,79        | NC          | NC          | 24     | 3      |
|               |                                                  |             |              |              |             |             |        |        |
| Inscrits      | Inscrits                                         | Inscrits    | 5 206        | 100,00       |             | 100,00      |        |        |
| Abstentions   | Abstentions                                      | Abstentions | 2 851        | 54,76        |             |             |        |        |
| Votants       | Votants                                          | Votants     | 2 355        | 45,24        |             |             |        |        |
|               |                                                  |             |              |              |             |             |        |        |
| Blancs        | Blancs                                           | Blancs      | 41           | 1,74         |             |             |        |        |
| Nuls          | Nuls                                             | Nuls        | 43           | 1,83         |             |             |        |        |
| Exprimés      | Exprimés                                         | Exprimés    | 2 271        | 96,43        |             |             |        |        |

### Villedieu-les-Poêles-Rouffigny
- Maire sortant : Philippe Lemaître (UDI)
- 29 sièges à pourvoir au conseil municipal (population légale 2017 : 3 878) - commune nouvelle
- 11 sièges à pourvoir au conseil communautaire (CC Villedieu Intercom)

| Tête de liste | Tête de liste                                                  | Liste       | Premier tour | Premier tour | Second tour | Second tour | Sièges | Sièges |
| Tête de liste | Tête de liste                                                  | Liste       | Voix         | %            | Voix        | %           | CM     | CC     |
| ------------- | -------------------------------------------------------------- | ----------- | ------------ | ------------ | ----------- | ----------- | ------ | ------ |
|               | Philippe Lemaître Villedieu-Rouffigny, toujours plus dynamique | LDVC        | 801          | 53,72        | NC          | NC          | 23     | 9      |
|               | Martine Lemoine Ensemble un nouvel élan                        | LDVD        | 690          | 46,28        | NC          | NC          | 6      | 2      |
|               |                                                                |             |              |              |             |             |        |        |
| Inscrits      | Inscrits                                                       | Inscrits    | 2 841        | 100,00       |             | 100,00      |        |        |
| Abstentions   | Abstentions                                                    | Abstentions | 1 301        | 45,79        |             |             |        |        |
| Votants       | Votants                                                        | Votants     | 1 540        | 54,21        |             |             |        |        |
|               |                                                                |             |              |              |             |             |        |        |
| Blancs        | Blancs                                                         | Blancs      | 22           | 1,43         |             |             |        |        |
| Nuls          | Nuls                                                           | Nuls        | 27           | 1,75         |             |             |        |        |
| Exprimés      | Exprimés                                                       | Exprimés    | 1 491        | 96,82        |             |             |        |        |

## Résultats dans les communes de plus de2 000 habitants
La préfecture de la Manche rappelle, le 14 janvier 2020, le nombre de conseillers municipaux et communautaires à élire par commune.

### Agon-Coutainville
- Maire sortant : Christian Dutertre (DVD)
- 23 sièges à pourvoir au conseil municipal (population légale 2017 : 2 791)
- 4 sièges à pourvoir au conseil communautaire (CC Coutances Mer et Bocage)

| Tête de liste            | Tête de liste                                                           | Liste                    | Premier tour | Premier tour | Second tour | Second tour | Sièges | Sièges |
| Tête de liste            | Tête de liste                                                           | Liste                    | Voix         | %            | Voix        | %           | CM     | CC     |
| ------------------------ | ----------------------------------------------------------------------- | ------------------------ | ------------ | ------------ | ----------- | ----------- | ------ | ------ |
|                          | Christian Dutertre Ensemble vers l'Avenir                               | DVD                      | 711          | 46,14        | 756         | 45,90       | 17     | 3      |
|                          | Nicolas Pigasse CAP 2020                                                |                          | 579          | 37,57        | 708         | 42,98       | 5      | 1      |
|                          | Dominique Larsonneur-Morel Pour vous, Avec vous, Pour Agon-Coutainville |                          | 251          | 16,29        | 183         | 11,11       | 1      | 0      |
|                          |                                                                         |                          |              |              |             |             |        |        |
| Votes valides            | Votes valides                                                           | Votes valides            | 1 541        | 97,53        | 1 647       | 97,74       |        |        |
| Votes blancs             | Votes blancs                                                            | Votes blancs             | 26           | 1,65         | 25          | 1,48        |        |        |
| Votes nuls               | Votes nuls                                                              | Votes nuls               | 13           | 0,82         | 13          | 0,77        |        |        |
| Total                    | Total                                                                   | Total                    | 1 580        | 100          |             | 100         | 23     | 4      |
| Abstention               | Abstention                                                              | Abstention               | 1 240        | 43,97        | 1 087       | 39,21       |        |        |
| Inscrits / participation | Inscrits / participation                                                | Inscrits / participation | 2 820        | 56,03        | 2 772       | 60,79       |        |        |

### Barneville-Carteret
- Maire sortant : Pierre Géhanne (SE)
- 19 sièges à pourvoir au conseil municipal (population légale 2017 : 2 231)
- 1 siège à pourvoir au conseil communautaire (CA du Cotentin)

| Tête de liste | Tête de liste                                                | Liste       | Premier tour | Premier tour | Second tour | Second tour | Sièges | Sièges |
| Tête de liste | Tête de liste                                                | Liste       | Voix         | %            | Voix        | %           | CM     | CC     |
| ------------- | ------------------------------------------------------------ | ----------- | ------------ | ------------ | ----------- | ----------- | ------ | ------ |
|               | Nicolle Joseph Gardons le Cap                                |             | 546          | 54,98        | NC          | NC          | 15     | 1      |
|               | Bertrand Ladune Barveville-Carteret : Aujourd'hui & demain ! |             | 447          | 45,02        | NC          | NC          | 4      | 0      |
|               |                                                              |             |              |              |             |             |        |        |
| Inscrits      | Inscrits                                                     | Inscrits    | 2 028        | 100,00       |             | 100,00      |        |        |
| Abstentions   | Abstentions                                                  | Abstentions | 1 008        | 49,7         |             |             |        |        |
| Votants       | Votants                                                      | Votants     | 1 020        | 50,3         |             |             |        |        |
|               |                                                              |             |              |              |             |             |        |        |
| Blancs        | Blancs                                                       | Blancs      | 13           | 1,27         |             |             |        |        |
| Nuls          | Nuls                                                         | Nuls        | 14           | 1,37         |             |             |        |        |
| Exprimés      | Exprimés                                                     | Exprimés    | 993          | 97,35        |             |             |        |        |

### Bourgvallées
- Maire sortant : Henri-Paul Tressel (DVD)
- 27 sièges à pourvoir au conseil municipal (population légale 2017 : 3 213) - commune nouvelle
- 3 sièges à pourvoir au conseil communautaire (CA Saint-Lô Agglo)

| Tête de liste | Tête de liste                             | Liste       | Premier tour | Premier tour | Second tour | Second tour | Sièges | Sièges |
| Tête de liste | Tête de liste                             | Liste       | Voix         | %            | Voix        | %           | CM     | CC     |
| ------------- | ----------------------------------------- | ----------- | ------------ | ------------ | ----------- | ----------- | ------ | ------ |
|               | Claude Javalet Ensemble pour Bourgvallées |             | 605          | 100          | NC          | NC          | 27     | 3      |
|               |                                           |             |              |              |             |             |        |        |
| Inscrits      | Inscrits                                  | Inscrits    | 2 397        | 100,00       |             | 100,00      |        |        |
| Abstentions   | Abstentions                               | Abstentions | 1 567        | 65,37        |             |             |        |        |
| Votants       | Votants                                   | Votants     | 830          | 34,63        |             |             |        |        |
|               |                                           |             |              |              |             |             |        |        |
| Blancs        | Blancs                                    | Blancs      | 51           | 6,14         |             |             |        |        |
| Nuls          | Nuls                                      | Nuls        | 174          | 20,96        |             |             |        |        |
| Exprimés      | Exprimés                                  | Exprimés    | 605          | 72,89        |             |             |        |        |

### Brécey
- Maire sortant : Philippe Aubrays (DVD)
- 19 sièges à pourvoir au conseil municipal (population légale 2017 : 2 120) - commune nouvelle
- 2 sièges à pourvoir au conseil communautaire (CA Mont-Saint-Michel-Normandie)

| Tête de liste | Tête de liste                                                       | Liste       | Premier tour | Premier tour | Second tour | Second tour | Sièges | Sièges |
| Tête de liste | Tête de liste                                                       | Liste       | Voix         | %            | Voix        | %           | CM     | CC     |
| ------------- | ------------------------------------------------------------------- | ----------- | ------------ | ------------ | ----------- | ----------- | ------ | ------ |
|               | Philippe Aubrays Brécey Passionnément, La Fidélité et la Continuité | DVD         | 571          | 65,26        | NC          | NC          | 16     | 2      |
|               | Fabrice Tréhet Sée l'Avenir Brécey                                  |             | 304          | 34,74        | NC          | NC          | 3      | 0      |
|               |                                                                     |             |              |              |             |             |        |        |
| Inscrits      | Inscrits                                                            | Inscrits    | 1 703        | 100,00       |             | 100,00      |        |        |
| Abstentions   | Abstentions                                                         | Abstentions | 771          | 45,27        |             |             |        |        |
| Votants       | Votants                                                             | Votants     | 932          | 54,73        |             |             |        |        |
|               |                                                                     |             |              |              |             |             |        |        |
| Blancs        | Blancs                                                              | Blancs      | 21           | 2,25         |             |             |        |        |
| Nuls          | Nuls                                                                | Nuls        | 36           | 3,86         |             |             |        |        |
| Exprimés      | Exprimés                                                            | Exprimés    | 875          | 93,88        |             |             |        |        |

### Brix
- Maire sortant : Pascal Lebruman (SE)
- 19 sièges à pourvoir au conseil municipal (population légale 2017 : 2 131)
- 1 siège à pourvoir au conseil communautaire (CA du Cotentin)

| Tête de liste | Tête de liste                              | Liste       | Premier tour | Premier tour | Second tour | Second tour | Sièges | Sièges |
| Tête de liste | Tête de liste                              | Liste       | Voix         | %            | Voix        | %           | CM     | CC     |
| ------------- | ------------------------------------------ | ----------- | ------------ | ------------ | ----------- | ----------- | ------ | ------ |
|               | Pascal Lebruman Avec Brix dans le Cotentin | DVD         | 456          | 100          | NC          | NC          | 19     | 1      |
| Inscrits      | Inscrits                                   | Inscrits    | 1 792        | 100,00       |             | 100,00      |        |        |
| Abstentions   | Abstentions                                | Abstentions | 1 290        | 71,99        |             |             |        |        |
| Votants       | Votants                                    | Votants     | 502          | 28,01        |             |             |        |        |
|               |                                            |             |              |              |             |             |        |        |
| Blancs        | Blancs                                     | Blancs      | 22           | 4,38         |             |             |        |        |
| Nuls          | Nuls                                       | Nuls        | 24           | 4,78         |             |             |        |        |
| Exprimés      | Exprimés                                   | Exprimés    | 456          | 90,84        |             |             |        |        |

### Créances
- Maire sortant : Henri Lemoigne (DVD)
- 19 sièges à pourvoir au conseil municipal (population légale 2017 : 2 137)
- 5 sièges à pourvoir au conseil communautaire (CC Côte Ouest Centre Manche)

| Tête de liste | Tête de liste                                     | Liste       | Premier tour | Premier tour | Second tour | Second tour | Sièges | Sièges |
| Tête de liste | Tête de liste                                     | Liste       | Voix         | %            | Voix        | %           | CM     | CC     |
| ------------- | ------------------------------------------------- | ----------- | ------------ | ------------ | ----------- | ----------- | ------ | ------ |
|               | Henri Lemoigne Ensemble pour l'Avenir de Créances | DVD         | 564          | 100          | NC          | NC          | 19     | 5      |
|               |                                                   |             |              |              |             |             |        |        |
| Inscrits      | Inscrits                                          | Inscrits    | 1 678        | 100,00       |             | 100,00      |        |        |
| Abstentions   | Abstentions                                       | Abstentions | 910          | 54,23        |             |             |        |        |
| Votants       | Votants                                           | Votants     | 768          | 45,77        |             |             |        |        |
|               |                                                   |             |              |              |             |             |        |        |
| Blancs        | Blancs                                            | Blancs      | 32           | 4,17         |             |             |        |        |
| Nuls          | Nuls                                              | Nuls        | 172          | 22,4         |             |             |        |        |
| Exprimés      | Exprimés                                          | Exprimés    | 564          | 73,44        |             |             |        |        |

### Donville-les-Bains
- Maire sortant : Jean-Paul Launay (DVD)
- 23 sièges à pourvoir au conseil municipal (population légale 2017 : 3 166)
- 5 sièges à pourvoir au conseil communautaire (CC de Granville, Terre et Mer)

| Tête de liste | Tête de liste                                              | Liste       | Premier tour | Premier tour | Second tour | Second tour | Sièges | Sièges |
| Tête de liste | Tête de liste                                              | Liste       | Voix         | %            | Voix        | %           | CM     | CC     |
| ------------- | ---------------------------------------------------------- | ----------- | ------------ | ------------ | ----------- | ----------- | ------ | ------ |
|               | David Gall Donville pour tous                              |             | 281          | 25,69        | NC          | NC          | 3      | 0      |
|               | Gaëlle Fagnen Pour Donville-les-Bains. Avec les Donvillais |             | 813          | 74,31        | NC          | NC          | 20     | 4      |
|               |                                                            |             |              |              |             |             |        |        |
| Inscrits      | Inscrits                                                   | Inscrits    | 2 840        | 100,00       |             | 100,00      |        |        |
| Abstentions   | Abstentions                                                | Abstentions | 1 701        | 59,89        |             |             |        |        |
| Votants       | Votants                                                    | Votants     | 1 139        | 40,11        |             |             |        |        |
|               |                                                            |             |              |              |             |             |        |        |
| Blancs        | Blancs                                                     | Blancs      | 26           | 2,28         |             |             |        |        |
| Nuls          | Nuls                                                       | Nuls        | 19           | 1,67         |             |             |        |        |
| Exprimés      | Exprimés                                                   | Exprimés    | 1 094        | 96,05        |             |             |        |        |

### Ducey-Les Chéris
- Maire sortant : Denis Laporte (UDI)
- 27 sièges à pourvoir au conseil municipal (population légale 2017 : 2 786) - commune nouvelle
- 3 sièges à pourvoir au conseil communautaire (CA Mont-Saint-Michel-Normandie)

| Tête de liste | Tête de liste                                        | Liste       | Premier tour | Premier tour | Second tour | Second tour | Sièges | Sièges |
| Tête de liste | Tête de liste                                        | Liste       | Voix         | %            | Voix        | %           | CM     | CC     |
| ------------- | ---------------------------------------------------- | ----------- | ------------ | ------------ | ----------- | ----------- | ------ | ------ |
|               | Patrick Levoyer Allez Ducey                          |             | 446          | 48,01        | NC          | NC          | 6      | 1      |
|               | Isabelle Labiche Agir ensemble pour Ducey-Les Chéris | SE          | 483          | 51,99        | NC          | NC          | 21     | 2      |
|               |                                                      |             |              |              |             |             |        |        |
| Inscrits      | Inscrits                                             | Inscrits    | 1 949        | 100,00       |             | 100,00      |        |        |
| Abstentions   | Abstentions                                          | Abstentions | 957          | 49,1         |             |             |        |        |
| Votants       | Votants                                              | Votants     | 992          | 50,9         |             |             |        |        |
|               |                                                      |             |              |              |             |             |        |        |
| Blancs        | Blancs                                               | Blancs      | 17           | 1,71         |             |             |        |        |
| Nuls          | Nuls                                                 | Nuls        | 46           | 4,64         |             |             |        |        |
| Exprimés      | Exprimés                                             | Exprimés    | 929          | 93,65        |             |             |        |        |

### Gouville-sur-Mer
- Maire sortant : Béatrice Gosselin (LR)
- 27 sièges à pourvoir au conseil municipal (population légale 2017 : 3 173) - commune nouvelle
- 4 sièges à pourvoir au conseil communautaire (CC Coutances Mer et Bocage)

| Tête de liste | Tête de liste                                         | Liste       | Premier tour | Premier tour | Second tour | Second tour | Sièges | Sièges |
| Tête de liste | Tête de liste                                         | Liste       | Voix         | %            | Voix        | %           | CM     | CC     |
| ------------- | ----------------------------------------------------- | ----------- | ------------ | ------------ | ----------- | ----------- | ------ | ------ |
|               | Béatrice Gosselin Ensemble, Construisons notre avenir | DVD         | 890          | 100          | NC          | NC          | 27     | 4      |
|               |                                                       |             |              |              |             |             |        |        |
| Inscrits      | Inscrits                                              | Inscrits    | 2 786        | 100,00       |             | 100,00      |        |        |
| Abstentions   | Abstentions                                           | Abstentions | 1 700        | 61,02        |             |             |        |        |
| Votants       | Votants                                               | Votants     | 1 086        | 38,98        |             |             |        |        |
|               |                                                       |             |              |              |             |             |        |        |
| Blancs        | Blancs                                                | Blancs      | 33           | 3,04         |             |             |        |        |
| Nuls          | Nuls                                                  | Nuls        | 163          | 15,01        |             |             |        |        |
| Exprimés      | Exprimés                                              | Exprimés    | 890          | 81,95        |             |             |        |        |

### Grandparigny
- Maire sortant : Gérard Loyer (SE)
- 27 sièges à pourvoir au conseil municipal (population légale 2017 : 2 682) - commune nouvelle
- 2 sièges à pourvoir au conseil communautaire (CA Mont-Saint-Michel-Normandie)

| Tête de liste | Tête de liste                                          | Liste       | Premier tour | Premier tour | Second tour | Second tour | Sièges | Sièges |
| Tête de liste | Tête de liste                                          | Liste       | Voix         | %            | Voix        | %           | CM     | CC     |
| ------------- | ------------------------------------------------------ | ----------- | ------------ | ------------ | ----------- | ----------- | ------ | ------ |
|               | Patrice Garnier Ensemble pour l'avenir de Grandparigny | SE          | 619          | 100          | NC          | NC          | 27     | 2      |
|               |                                                        |             |              |              |             |             |        |        |
| Inscrits      | Inscrits                                               | Inscrits    | 2 223        | 100,00       |             | 100,00      |        |        |
| Abstentions   | Abstentions                                            | Abstentions | 1 455        | 65,45        |             |             |        |        |
| Votants       | Votants                                                | Votants     | 768          | 34,55        |             |             |        |        |
|               |                                                        |             |              |              |             |             |        |        |
| Blancs        | Blancs                                                 | Blancs      | 28           | 3,65         |             |             |        |        |
| Nuls          | Nuls                                                   | Nuls        | 121          | 15,76        |             |             |        |        |
| Exprimés      | Exprimés                                               | Exprimés    | 619          | 80,6         |             |             |        |        |

### Isigny-le-Buat
- Maire sortant : Érick Goupil (UDI)
- 23 sièges à pourvoir au conseil municipal (population légale 2017 : 3 319)
- 3 sièges à pourvoir au conseil communautaire (CA Mont-Saint-Michel-Normandie)

| Tête de liste | Tête de liste                          | Liste       | Premier tour | Premier tour | Second tour | Second tour | Sièges | Sièges |
| Tête de liste | Tête de liste                          | Liste       | Voix         | %            | Voix        | %           | CM     | CC     |
| ------------- | -------------------------------------- | ----------- | ------------ | ------------ | ----------- | ----------- | ------ | ------ |
|               | Jessie Orvain Unis pour Isigny-le-Buat | SE          | 839          | 75,31        | NC          | NC          | 21     | 3      |
|               | Alain Babin Démocratie participative   | SE          | 275          | 24,69        | NC          | NC          | 2      | 0      |
|               |                                        |             |              |              |             |             |        |        |
| Inscrits      | Inscrits                               | Inscrits    | 2 343        | 100,00       |             | 100,00      |        |        |
| Abstentions   | Abstentions                            | Abstentions | 1 145        | 48,87        |             |             |        |        |
| Votants       | Votants                                | Votants     | 1 198        | 51,13        |             |             |        |        |
|               |                                        |             |              |              |             |             |        |        |
| Blancs        | Blancs                                 | Blancs      | 11           | 0,92         |             |             |        |        |
| Nuls          | Nuls                                   | Nuls        | 73           | 6,09         |             |             |        |        |
| Exprimés      | Exprimés                               | Exprimés    | 1 114        | 92,99        |             |             |        |        |

### Jullouville
- Maire sortant : Alain Brière (LR)
- 19 sièges à pourvoir au conseil municipal (population légale 2017 : 2 312)
- 3 sièges à pourvoir au conseil communautaire (CC de Granville, Terre et Mer)

| Tête de liste            | Tête de liste                                                                   | Liste                    | Premier tour | Premier tour | Second tour | Second tour | Sièges | Sièges |
| Tête de liste            | Tête de liste                                                                   | Liste                    | Voix         | %            | Voix        | %           | CM     | CC     |
| ------------------------ | ------------------------------------------------------------------------------- | ------------------------ | ------------ | ------------ | ----------- | ----------- | ------ | ------ |
|                          | Alain Brière Rassemblés pour Jullouville-Saint-Michel-des-Loups                 | SE                       | 444          | 39,68        | 493         | 40,77       | 14     | 2      |
|                          | Florence Grandet Avenir et ambitions pour Jullouville et Saint-Michel-des-Loups | SE                       | 366          | 32,71        | 458         | 37,88       | 3      | 1      |
|                          | Pierre Cheron Bien vivre ensemble entre terre et mer                            | SE                       | 309          | 27,61        | 258         | 21,33       | 2      | 0      |
|                          |                                                                                 |                          |              |              |             |             |        |        |
| Votes valides            | Votes valides                                                                   | Votes valides            | 1 119        | 97,14        | 1 209       | 97,26       |        |        |
| Votes blancs             | Votes blancs                                                                    | Votes blancs             | 21           | 1,82         | 26          | 2,09        |        |        |
| Votes nuls               | Votes nuls                                                                      | Votes nuls               | 12           | 1,04         | 8           | 0,64        |        |        |
| Total                    | Total                                                                           | Total                    | 1 152        | 100          | 1 243       | 100         | 19     | 3      |
| Abstention               | Abstention                                                                      | Abstention               | 1 062        | 47,97        | 959         | 43,55       |        |        |
| Inscrits / participation | Inscrits / participation                                                        | Inscrits / participation | 2 214        | 52,03        | 2 202       | 56,45       |        |        |

### Lessay
- Maire sortant : Claude Tarin (DVD)
- 23 sièges à pourvoir au conseil municipal (population légale 2017 : 2 245) - commune nouvelle
- 5 sièges à pourvoir au conseil communautaire (CC Côte Ouest Centre Manche)

| Tête de liste | Tête de liste                           | Liste       | Premier tour | Premier tour | Second tour | Second tour | Sièges | Sièges |
| Tête de liste | Tête de liste                           | Liste       | Voix         | %            | Voix        | %           | CM     | CC     |
| ------------- | --------------------------------------- | ----------- | ------------ | ------------ | ----------- | ----------- | ------ | ------ |
|               | Christiane Vulvert Ensemble pour Lessay |             | 413          | 41,8         | NC          | NC          | 5      | 1      |
|               | Stéphanie Maubé Lessay simple et vrai   |             | 575          | 58,2         | NC          | NC          | 18     | 4      |
|               |                                         |             |              |              |             |             |        |        |
| Inscrits      | Inscrits                                | Inscrits    | 1 730        | 100,00       |             | 100,00      |        |        |
| Abstentions   | Abstentions                             | Abstentions | 710          | 41,04        |             |             |        |        |
| Votants       | Votants                                 | Votants     | 1 020        | 58,96        |             |             |        |        |
|               |                                         |             |              |              |             |             |        |        |
| Blancs        | Blancs                                  | Blancs      | 15           | 1,47         |             |             |        |        |
| Nuls          | Nuls                                    | Nuls        | 17           | 1,67         |             |             |        |        |
| Exprimés      | Exprimés                                | Exprimés    | 988          | 96,86        |             |             |        |        |

### Marigny-Le-Lozon
- Maire sortant : Fabrice Lemazurier (DVD)
- 27 sièges à pourvoir au conseil municipal (population légale 2017 : 2 645) - commune nouvelle
- 2 sièges à pourvoir au conseil communautaire (CA Saint-Lô Agglo)

| Tête de liste | Tête de liste               | Liste       | Premier tour | Premier tour | Second tour | Second tour | Sièges | Sièges |
| Tête de liste | Tête de liste               | Liste       | Voix         | %            | Voix        | %           | CM     | CC     |
| ------------- | --------------------------- | ----------- | ------------ | ------------ | ----------- | ----------- | ------ | ------ |
|               | Fabrice Lemazurier Ensemble | SE          | 598          | 100          | NC          | NC          | 27     | 2      |
|               |                             |             |              |              |             |             |        |        |
| Inscrits      | Inscrits                    | Inscrits    | 1 973        | 100,00       |             | 100,00      |        |        |
| Abstentions   | Abstentions                 | Abstentions | 1 280        | 64,88        |             |             |        |        |
| Votants       | Votants                     | Votants     | 693          | 35,12        |             |             |        |        |
|               |                             |             |              |              |             |             |        |        |
| Blancs        | Blancs                      | Blancs      | 31           | 4,47         |             |             |        |        |
| Nuls          | Nuls                        | Nuls        | 64           | 9,24         |             |             |        |        |
| Exprimés      | Exprimés                    | Exprimés    | 598          | 86,29        |             |             |        |        |

### Montebourg
- Maire sortant : Jean-Pierre Mauquest (DVD)
- 19 sièges à pourvoir au conseil municipal (population légale 2017 : 2 096)
- 1 sièges à pourvoir au conseil communautaire (CA du Cotentin)

| Tête de liste | Tête de liste                                                    | Liste       | Premier tour | Premier tour | Second tour | Second tour | Sièges | Sièges |
| Tête de liste | Tête de liste                                                    | Liste       | Voix         | %            | Voix        | %           | CM     | CC     |
| ------------- | ---------------------------------------------------------------- | ----------- | ------------ | ------------ | ----------- | ----------- | ------ | ------ |
|               | Nicole Grof Montebourg sous un nouveau jour                      |             | 162          | 23,62        | NC          | NC          | 2      | 0      |
|               | Jean-Pierre Mauquest L'avenir de Montebourg c'est vous avec nous |             | 524          | 76,38        | NC          | NC          | 17     | 1      |
|               |                                                                  |             |              |              |             |             |        |        |
| Inscrits      | Inscrits                                                         | Inscrits    | 1 354        | 100,00       |             | 100,00      |        |        |
| Abstentions   | Abstentions                                                      | Abstentions | 640          | 47,27        |             |             |        |        |
| Votants       | Votants                                                          | Votants     | 714          | 52,73        |             |             |        |        |
|               |                                                                  |             |              |              |             |             |        |        |
| Blancs        | Blancs                                                           | Blancs      | 4            | 0,56         |             |             |        |        |
| Nuls          | Nuls                                                             | Nuls        | 24           | 3,36         |             |             |        |        |
| Exprimés      | Exprimés                                                         | Exprimés    | 686          | 96,08        |             |             |        |        |

### Mortain-Bocage
- Maire sortant : Hervé Desserouer (SE)
- 27 sièges à pourvoir au conseil municipal (population légale 2017 : 2 942) - commune nouvelle
- 3 sièges à pourvoir au conseil communautaire (CA Mont-Saint-Michel-Normandie)

| Tête de liste | Tête de liste                                         | Liste       | Premier tour | Premier tour | Second tour | Second tour | Sièges | Sièges |
| Tête de liste | Tête de liste                                         | Liste       | Voix         | %            | Voix        | %           | CM     | CC     |
| ------------- | ----------------------------------------------------- | ----------- | ------------ | ------------ | ----------- | ----------- | ------ | ------ |
|               | Hervé Desserouer Mortain-Bocage, avançons avec vous ! |             | 609          | 100          | NC          | NC          | 27     | 3      |
|               |                                                       |             |              |              |             |             |        |        |
| Inscrits      | Inscrits                                              | Inscrits    | 2 198        | 100,00       |             | 100,00      |        |        |
| Abstentions   | Abstentions                                           | Abstentions | 1 432        | 65,15        |             |             |        |        |
| Votants       | Votants                                               | Votants     | 766          | 34,85        |             |             |        |        |
|               |                                                       |             |              |              |             |             |        |        |
| Blancs        | Blancs                                                | Blancs      | 45           | 5,87         |             |             |        |        |
| Nuls          | Nuls                                                  | Nuls        | 112          | 14,62        |             |             |        |        |
| Exprimés      | Exprimés                                              | Exprimés    | 609          | 79,5         |             |             |        |        |

### Percy-en-Normandie
- Maire sortant : Charly Varin (DVD)
- 27 sièges à pourvoir au conseil municipal (population légale 2017 : 2 583) - commune nouvelle
- 7 sièges à pourvoir au conseil communautaire (CC Villedieu Intercom)

| Tête de liste | Tête de liste                         | Liste       | Premier tour | Premier tour | Second tour | Second tour | Sièges | Sièges |
| Tête de liste | Tête de liste                         | Liste       | Voix         | %            | Voix        | %           | CM     | CC     |
| ------------- | ------------------------------------- | ----------- | ------------ | ------------ | ----------- | ----------- | ------ | ------ |
|               | Charly Varin Percy en toute confiance | DVD         | 559          | 100          | NC          | NC          | 27     | 7      |
|               |                                       |             |              |              |             |             |        |        |
| Inscrits      | Inscrits                              | Inscrits    | 1 824        | 100,00       |             | 100,00      |        |        |
| Abstentions   | Abstentions                           | Abstentions | 1 148        | 62,94        |             |             |        |        |
| Votants       | Votants                               | Votants     | 676          | 37,06        |             |             |        |        |
|               |                                       |             |              |              |             |             |        |        |
| Blancs        | Blancs                                | Blancs      | 33           | 4,88         |             |             |        |        |
| Nuls          | Nuls                                  | Nuls        | 84           | 12,43        |             |             |        |        |
| Exprimés      | Exprimés                              | Exprimés    | 559          | 82,69        |             |             |        |        |

### Périers
- Maire sortant : Gabriel Daube (UDI)
- 19 sièges à pourvoir au conseil municipal (population légale 2017 : 2 259)
- 5 sièges à pourvoir au conseil communautaire (CC Côte Ouest Centre Manche)

| Tête de liste | Tête de liste                   | Liste       | Premier tour | Premier tour | Second tour | Second tour | Sièges | Sièges |
| Tête de liste | Tête de liste                   | Liste       | Voix         | %            | Voix        | %           | CM     | CC     |
| ------------- | ------------------------------- | ----------- | ------------ | ------------ | ----------- | ----------- | ------ | ------ |
|               | Gabriel Daube Unis pour Périers | SE          | 412          | 100          | NC          | NC          | 19     | 5      |
|               |                                 |             |              |              |             |             |        |        |
| Inscrits      | Inscrits                        | Inscrits    | 1 654        | 100,00       |             | 100,00      |        |        |
| Abstentions   | Abstentions                     | Abstentions | 1 130        | 68,32        |             |             |        |        |
| Votants       | Votants                         | Votants     | 524          | 31,68        |             |             |        |        |
|               |                                 |             |              |              |             |             |        |        |
| Blancs        | Blancs                          | Blancs      | 24           | 4,58         |             |             |        |        |
| Nuls          | Nuls                            | Nuls        | 88           | 16,79        |             |             |        |        |
| Exprimés      | Exprimés                        | Exprimés    | 412          | 78,63        |             |             |        |        |

### Picauville
- Maire sortant : Philippe Catherine (SE)
- 27 sièges à pourvoir au conseil municipal (population légale 2017 : 3 278) - commune nouvelle
- 5 sièges à pourvoir au conseil communautaire ()

| Tête de liste | Tête de liste                                        | Liste       | Premier tour | Premier tour | Second tour | Second tour | Sièges | Sièges |
| Tête de liste | Tête de liste                                        | Liste       | Voix         | %            | Voix        | %           | CM     | CC     |
| ------------- | ---------------------------------------------------- | ----------- | ------------ | ------------ | ----------- | ----------- | ------ | ------ |
|               | Marie-Hélène Perrotte Picauville, unis pour l'avenir |             | 373          | 100          | NC          | NC          | 27     | 5      |
|               |                                                      |             |              |              |             |             |        |        |
| Inscrits      | Inscrits                                             | Inscrits    | 2 186        | 100,00       |             | 100,00      |        |        |
| Abstentions   | Abstentions                                          | Abstentions | 1 578        | 72,19        |             |             |        |        |
| Votants       | Votants                                              | Votants     | 608          | 27,81        |             |             |        |        |
|               |                                                      |             |              |              |             |             |        |        |
| Blancs        | Blancs                                               | Blancs      | 64           | 10,53        |             |             |        |        |
| Nuls          | Nuls                                                 | Nuls        | 171          | 28,13        |             |             |        |        |
| Exprimés      | Exprimés                                             | Exprimés    | 373          | 61,35        |             |             |        |        |

### Les Pieux
- Maire sortant : Jacques Lepetit (DVD)
- 23 sièges à pourvoir au conseil municipal (population légale 2017 : 3 223)
- 2 sièges à pourvoir au conseil communautaire (CA du Cotentin)

| Tête de liste | Tête de liste                                | Liste       | Premier tour | Premier tour | Second tour | Second tour | Sièges | Sièges |
| Tête de liste | Tête de liste                                | Liste       | Voix         | %            | Voix        | %           | CM     | CC     |
| ------------- | -------------------------------------------- | ----------- | ------------ | ------------ | ----------- | ----------- | ------ | ------ |
|               | Catherine Bihel Ensemble Les Pieux autrement |             | 688          | 64,54        | NC          | NC          | 19     | 2      |
|               | Bruno Viltard Cap vers l'Avenir              | SE          | 378          | 35,46        | NC          | NC          | 4      | 0      |
|               |                                              |             |              |              |             |             |        |        |
| Inscrits      | Inscrits                                     | Inscrits    | 2 590        | 100,00       |             | 100,00      |        |        |
| Abstentions   | Abstentions                                  | Abstentions | 1 465        | 56,56        |             |             |        |        |
| Votants       | Votants                                      | Votants     | 1 125        | 43,44        |             |             |        |        |
|               |                                              |             |              |              |             |             |        |        |
| Blancs        | Blancs                                       | Blancs      | 36           | 3,2          |             |             |        |        |
| Nuls          | Nuls                                         | Nuls        | 23           | 2,04         |             |             |        |        |
| Exprimés      | Exprimés                                     | Exprimés    | 1 066        | 94,76        |             |             |        |        |

### Port-Bail-sur-Mer
- Maire sortant : Guy Cholot (DVD)
- 27 sièges à pourvoir au conseil municipal (population légale 2017 : 2 588) - commune nouvelle
- 1 sièges à pourvoir au conseil communautaire (CA du Cotentin)

| Tête de liste | Tête de liste                                 | Liste       | Premier tour | Premier tour | Second tour | Second tour | Sièges | Sièges |
| Tête de liste | Tête de liste                                 | Liste       | Voix         | %            | Voix        | %           | CM     | CC     |
| ------------- | --------------------------------------------- | ----------- | ------------ | ------------ | ----------- | ----------- | ------ | ------ |
|               | Fabrice Malenfant Ensemble encore plus fort ! |             | 534          | 47,38        | NC          | NC          | 6      | 0      |
|               | François Rousseau Pouvoir choisir             |             | 593          | 52,62        | NC          | NC          | 21     | 1      |
|               |                                               |             |              |              |             |             |        |        |
| Inscrits      | Inscrits                                      | Inscrits    | 2 265        | 100,00       |             | 100,00      |        |        |
| Abstentions   | Abstentions                                   | Abstentions | 1 103        | 48,7         |             |             |        |        |
| Votants       | Votants                                       | Votants     | 1 162        | 51,3         |             |             |        |        |
|               |                                               |             |              |              |             |             |        |        |
| Blancs        | Blancs                                        | Blancs      | 10           | 0,86         |             |             |        |        |
| Nuls          | Nuls                                          | Nuls        | 25           | 2,15         |             |             |        |        |
| Exprimés      | Exprimés                                      | Exprimés    | 1 127        | 96,99        |             |             |        |        |

### Quettreville-sur-Sienne
- Maire sortant : Guy Geyelin (DVD)
- 27 sièges à pourvoir au conseil municipal (population légale 2017 : 3 194) - commune nouvelle
- 5 sièges à pourvoir au conseil communautaire (CC Coutances Mer et Bocage)

| Tête de liste | Tête de liste                  | Liste       | Premier tour | Premier tour | Second tour | Second tour | Sièges | Sièges |
| Tête de liste | Tête de liste                  | Liste       | Voix         | %            | Voix        | %           | CM     | CC     |
| ------------- | ------------------------------ | ----------- | ------------ | ------------ | ----------- | ----------- | ------ | ------ |
|               | Guy Geyelin Unis pour l'avenir | SE          | 775          | 100          | NC          | NC          | 27     | 5      |
|               |                                |             |              |              |             |             |        |        |
| Inscrits      | Inscrits                       | Inscrits    | 2 513        | 100,00       |             | 100,00      |        |        |
| Abstentions   | Abstentions                    | Abstentions | 1 532        | 60,96        |             |             |        |        |
| Votants       | Votants                        | Votants     | 981          | 39,04        |             |             |        |        |
|               |                                |             |              |              |             |             |        |        |
| Blancs        | Blancs                         | Blancs      | 40           | 4,08         |             |             |        |        |
| Nuls          | Nuls                           | Nuls        | 166          | 16,92        |             |             |        |        |
| Exprimés      | Exprimés                       | Exprimés    | 775          | 79           |             |             |        |        |

### Saint-Amand-Villages
- Maire sortant : Jean Lebouvier  (UDI)
- 27 sièges à pourvoir au conseil municipal (population légale 2017 : 2 529) - commune nouvelle
- 2 sièges à pourvoir au conseil communautaire (CA Saint-Lô Agglo)

| Tête de liste | Tête de liste                            | Liste       | Premier tour | Premier tour | Second tour | Second tour | Sièges | Sièges |
| Tête de liste | Tête de liste                            | Liste       | Voix         | %            | Voix        | %           | CM     | CC     |
| ------------- | ---------------------------------------- | ----------- | ------------ | ------------ | ----------- | ----------- | ------ | ------ |
|               | Jean Lebouvier Ensemble pour Saint-Amand |             | 510          | 100          | NC          | NC          | 27     | 2      |
|               |                                          |             |              |              |             |             |        |        |
| Inscrits      | Inscrits                                 | Inscrits    | 1 911        | 100,00       |             | 100,00      |        |        |
| Abstentions   | Abstentions                              | Abstentions | 1 254        | 65,62        |             |             |        |        |
| Votants       | Votants                                  | Votants     | 657          | 34,38        |             |             |        |        |
|               |                                          |             |              |              |             |             |        |        |
| Blancs        | Blancs                                   | Blancs      | 22           | 3,35         |             |             |        |        |
| Nuls          | Nuls                                     | Nuls        | 125          | 19,03        |             |             |        |        |
| Exprimés      | Exprimés                                 | Exprimés    | 510          | 77,63        |             |             |        |        |

### Saint-Jean-d'Elle
- Maire sortant : Yves Simon (SE)
- 23 sièges à pourvoir au conseil municipal (population légale 2017 : 2 460) - commune nouvelle
- 2 sièges à pourvoir au conseil communautaire (CA Saint-Lô Agglo)

| Tête de liste | Tête de liste                                           | Liste       | Premier tour | Premier tour | Second tour | Second tour | Sièges | Sièges |
| Tête de liste | Tête de liste                                           | Liste       | Voix         | %            | Voix        | %           | CM     | CC     |
| ------------- | ------------------------------------------------------- | ----------- | ------------ | ------------ | ----------- | ----------- | ------ | ------ |
|               | Marie-Pierre Fauvel Avec vous, agissons pour l'avenir ! | SE          | 583          | 58,95        | NC          | NC          | 19     | 2      |
|               | Bernard Houssin Une nouvelle commune pour tous          |             | 406          | 41,05        | NC          | NC          | 4      | 0      |
|               |                                                         |             |              |              |             |             |        |        |
| Inscrits      | Inscrits                                                | Inscrits    | 1 805        | 100,00       |             | 100,00      |        |        |
| Abstentions   | Abstentions                                             | Abstentions | 800          | 44,32        |             |             |        |        |
| Votants       | Votants                                                 | Votants     | 1 005        | 55,68        |             |             |        |        |
|               |                                                         |             |              |              |             |             |        |        |
| Blancs        | Blancs                                                  | Blancs      | 5            | 0,5          |             |             |        |        |
| Nuls          | Nuls                                                    | Nuls        | 11           | 1,09         |             |             |        |        |
| Exprimés      | Exprimés                                                | Exprimés    | 989          | 98,41        |             |             |        |        |

### Saint-Sauveur-le-Vicomte
- Maire sortant : Éric Briens (SE)
- 19 sièges à pourvoir au conseil municipal (population légale 2017 : 2 132)
- 1 siège à pourvoir au conseil communautaire (CA du Cotentin)

| Tête de liste | Tête de liste                               | Liste       | Premier tour | Premier tour | Second tour | Second tour | Sièges | Sièges |
| Tête de liste | Tête de liste                               | Liste       | Voix         | %            | Voix        | %           | CM     | CC     |
| ------------- | ------------------------------------------- | ----------- | ------------ | ------------ | ----------- | ----------- | ------ | ------ |
|               | Denise Vasselin Ensemble pour Saint-Sauveur |             | 290          | 36,8         | NC          | NC          | 3      | 0      |
|               | Éric Briens Agir pour Saint-Sauveur         |             | 498          | 63,2         | NC          | NC          | 16     | 1      |
|               |                                             |             |              |              |             |             |        |        |
| Inscrits      | Inscrits                                    | Inscrits    | 1 630        | 100,00       |             | 100,00      |        |        |
| Abstentions   | Abstentions                                 | Abstentions | 819          | 50,25        |             |             |        |        |
| Votants       | Votants                                     | Votants     | 811          | 49,75        |             |             |        |        |
|               |                                             |             |              |              |             |             |        |        |
| Blancs        | Blancs                                      | Blancs      | 12           | 1,48         |             |             |        |        |
| Nuls          | Nuls                                        | Nuls        | 11           | 1,36         |             |             |        |        |
| Exprimés      | Exprimés                                    | Exprimés    | 788          | 97,16        |             |             |        |        |

### Sainte-Mère-Église
- Maire sortant : 	Jean Quétier  (SE)
- 27 sièges à pourvoir au conseil municipal (population légale 2017 : 3 077) - commune nouvelle
- 4 sièges à pourvoir au conseil communautaire (CC de la Baie du Cotentin)

| Tête de liste | Tête de liste                                                                                     | Liste       | Premier tour | Premier tour | Second tour | Second tour | Sièges | Sièges |
| Tête de liste | Tête de liste                                                                                     | Liste       | Voix         | %            | Voix        | %           | CM     | CC     |
| ------------- | ------------------------------------------------------------------------------------------------- | ----------- | ------------ | ------------ | ----------- | ----------- | ------ | ------ |
|               | Alain Holley Sainte-Mère-Église, avec vous demain                                                 | SE          | 668          | 56,13        | NC          | NC          | 21     | 3      |
|               | Catherine Kervadec Sainte-Mère-Église, commune nouvelle, une équipe pour écouter, agir et avancer | SE          | 522          | 43,87        | NC          | NC          | 6      | 1      |
|               |                                                                                                   |             |              |              |             |             |        |        |
| Inscrits      | Inscrits                                                                                          | Inscrits    | 2 301        | 100,00       |             | 100,00      |        |        |
| Abstentions   | Abstentions                                                                                       | Abstentions | 1 062        | 46,15        |             |             |        |        |
| Votants       | Votants                                                                                           | Votants     | 1 239        | 53,85        |             |             |        |        |
|               |                                                                                                   |             |              |              |             |             |        |        |
| Blancs        | Blancs                                                                                            | Blancs      | 19           | 1,53         |             |             |        |        |
| Nuls          | Nuls                                                                                              | Nuls        | 30           | 2,42         |             |             |        |        |
| Exprimés      | Exprimés                                                                                          | Exprimés    | 1 190        | 96,05        |             |             |        |        |

### Sartilly-Baie-Bocage
- Maire sortant : 	Gaëtan Lambert (SE)
- 27 sièges à pourvoir au conseil municipal (population légale 2017 : 2 812) - commune nouvelle
- 3 sièges à pourvoir au conseil communautaire (CA Mont-Saint-Michel-Normandie)

| Tête de liste | Tête de liste                                                    | Liste       | Premier tour | Premier tour | Second tour | Second tour | Sièges | Sièges |
| Tête de liste | Tête de liste                                                    | Liste       | Voix         | %            | Voix        | %           | CM     | CC     |
| ------------- | ---------------------------------------------------------------- | ----------- | ------------ | ------------ | ----------- | ----------- | ------ | ------ |
|               | Gaëtan Lambert Union pour Sartilly-Baie-Bocage                   |             | 630          | 51,01        | NC          | NC          | 21     | 2      |
|               | Christelle Perrigault Ensemble Construisons Sartilly-Baie-Bocage |             | 605          | 48,99        | NC          | NC          | 6      | 1      |
|               |                                                                  |             |              |              |             |             |        |        |
| Inscrits      | Inscrits                                                         | Inscrits    | 2 189        | 100,00       |             |             |        |        |
| Abstentions   | Abstentions                                                      | Abstentions | 911          | 41,62        |             |             |        |        |
| Votants       | Votants                                                          | Votants     | 1 278        | 58,38        |             |             |        |        |
|               |                                                                  |             |              |              |             |             |        |        |
| Blancs        | Blancs                                                           | Blancs      | 18           | 1,41         |             |             |        |        |
| Nuls          | Nuls                                                             | Nuls        | 25           | 1,96         |             |             |        |        |
| Exprimés      | Exprimés                                                         | Exprimés    | 1 235        | 96,64        |             |             |        |        |

### Sourdeval
- Maire sortant : Albert Bazire (LR)
- 27 sièges à pourvoir au conseil municipal (population légale 2017 : 3 173) - commune nouvelle
- 3 sièges à pourvoir au conseil communautaire (CA Mont-Saint-Michel-Normandie)

| Tête de liste            | Tête de liste                        | Liste                    | Premier tour | Premier tour | Second tour | Second tour | Sièges | Sièges |
| Tête de liste            | Tête de liste                        | Liste                    | Voix         | %            | Voix        | %           | CM     | CC     |
| ------------------------ | ------------------------------------ | ------------------------ | ------------ | ------------ | ----------- | ----------- | ------ | ------ |
|                          | Sophie Laurent Avec vous, demain !   | SE                       | 611          | 41,28        | 781         | 47,13       | 20     | 2      |
|                          | Francine Fourmentin Réussir Ensemble |                          | 616          | 41,62        | 715         | 43,15       | 6      | 1      |
|                          | Nicolas Gallier S'engager maintenant | SE                       | 253          | 17,09        | 161         | 9,71        | 1      | 0      |
|                          |                                      |                          |              |              |             |             |        |        |
| Votes valides            | Votes valides                        | Votes valides            | 1 480        | 97,05        | 1 657       | 98,40       |        |        |
| Votes blancs             | Votes blancs                         | Votes blancs             | 14           | 0,92         | 12          | 0,71        |        |        |
| Votes nuls               | Votes nuls                           | Votes nuls               | 31           | 2,03         | 15          | 0,89        |        |        |
| Total                    | Total                                | Total                    | 1 525        | 100          | 1 657       | 100         | 27     | 3      |
| Abstention               | Abstention                           | Abstention               | 956          | 38,53        | 784         | 31,77       |        |        |
| Inscrits / participation | Inscrits / participation             | Inscrits / participation | 2 481        | 61,47        | 2 468       | 68,23       |        |        |

### Tessy-Bocage
- Maire sortant : Michel Richard (SE)
- 23 sièges à pourvoir au conseil municipal (population légale 2017 : 2 357) - commune nouvelle
- 2 sièges à pourvoir au conseil communautaire (CA Mont-Saint-Michel-Normandie)

| Tête de liste | Tête de liste                                         | Liste       | Premier tour | Premier tour | Second tour | Second tour | Sièges | Sièges |
| Tête de liste | Tête de liste                                         | Liste       | Voix         | %            | Voix        | %           | CM     | CC     |
| ------------- | ----------------------------------------------------- | ----------- | ------------ | ------------ | ----------- | ----------- | ------ | ------ |
|               | Sébastien Lebreton Un autre choix pour Tessy Bocage   |             | 222          | 26,88        | NC          | NC          | 3      | 0      |
|               | Michel Richard Tessy-Bocage : un territoire dynamique |             | 604          | 73,12        | NC          | NC          | 20     | 2      |
|               |                                                       |             |              |              |             |             |        |        |
| Inscrits      | Inscrits                                              | Inscrits    | 1 747        | 100,00       |             | 100,00      |        |        |
| Abstentions   | Abstentions                                           | Abstentions | 890          | 50,94        |             |             |        |        |
| Votants       | Votants                                               | Votants     | 857          | 49,06        |             |             |        |        |
|               |                                                       |             |              |              |             |             |        |        |
| Blancs        | Blancs                                                | Blancs      | 10           | 1,17         |             |             |        |        |
| Nuls          | Nuls                                                  | Nuls        | 21           | 2,45         |             |             |        |        |
| Exprimés      | Exprimés                                              | Exprimés    | 826          | 96,38        |             |             |        |        |

### Le Val-Saint-Père
- Maire sortant : Marie-Claire Rivière-Daillencourt (SE)
- 19 sièges à pourvoir au conseil municipal (population légale 2017 : 2 043)
- 2 sièges à pourvoir au conseil communautaire (CA Mont-Saint-Michel-Normandie)

|             | Marie-Claire Rivière-Daillencourt Agir ensemble pour un avenir durable au Val-Saint-Père | SE          | 492   | 100    | 19 | 2 |  |  |
|             |                                                                                          |             |       |        |    |   |  |  |
| Inscrits    | Inscrits                                                                                 | Inscrits    | 1 679 | 100,00 |    |   |  |  |
| Abstentions | Abstentions                                                                              | Abstentions | 1 076 | 64,09  |    |   |  |  |
| Votants     | Votants                                                                                  | Votants     | 603   | 35,91  |    |   |  |  |
|             |                                                                                          |             |       |        |    |   |  |  |
| Blancs      | Blancs                                                                                   | Blancs      | 40    | 6,63   |    |   |  |  |
| Nuls        | Nuls                                                                                     | Nuls        | 71    | 11,77  |    |   |  |  |
| Exprimés    | Exprimés                                                                                 | Exprimés    | 492   | 81,59  |    |   |  |  |